# Светско првенство у кошарци 2023.
Светско првенство у кошарци 2023. (енгл. 2023 FIBA World Cup) било је деветнаесто издање Светског првенства у кошарци, такмичења у којем се надмећу најбоље мушке сениорске кошаркашке репрезентације. На Светском првенству су по други пут наступале 32 екипе. Прво је Светско првенство које је организовало више држава (Филипини, Јапан и Индонезија) и играло се од 25. августа до 10. септембра 2023. Први пут се Светско првенство одржавало у Индонезији, а други пут на Филипинима (после 1978) и у Јапану (после 2006). Други пут заредом се Мундобаскет играо у Азији, после 2019, а наредно првенство се такође игра у Азији (Катар, 2027). Ово је такође било прво Светско првенство на коме репрезентација домаћина није учествовала (Индонезија).
Немачка је у финалу савладала Србију с резултатом 83 : 77 и тако по први пут постала светски првак у кошарци. Немачка се уједно први пут појавила у финалу Светског првенства и до наслова првака дошла је без пораза. Србији је од самосталности ово друго финале на светским првенствима, после 2014. Канада је после продужетка савладала Сједињене Државе у утакмици за треће место с резултатом 127 : 118 и тако је по први пут успела да освоји неку од медаља на светским првенствима.
По две најбоље репрезентације на такмичењу из Америке (Канада и Сједињене Државе) и Европе (Немачка и Србија) и по једна из Африке (Јужни Судан), Азије (Јапан) и Океаније (Аустралија) обезбедиле су директан пласман на Летње олимпијске игре 2024. као и Француска која је домаћин Игара.
Утакмицу између Доминиканске Републике и Филипина гледало је 38.115 људи у Арени Филипини у Бокауеу што је рекорд на светским кошаркашким првенствима. Претходно је најпосећенија утакмица на светским првенствима било финале из 1994. између Сједињених Држава и Русије које је у дворани Скајдом у Торонту гледало 32.616 особа.
Летонија, Јужни Судан и Грузија су се први пут нашле на Светском кошаркашком првенству. Летонија је такмичење завршила на петом месту.
Бранилац титуле је била Шпанија, која је победила Аргентину у финалу из 2019. Шпанија је испала у другом кругу такмичења и самим тим се није пласирала у четвртфинале што се последњи пут шпанској репрезентацији догодило 1994. Сједињене Државе по други пут заредом нису успеле да освоје неку од медаља.

## Избор домаћина
Дана 7. јуна 2016. ФИБА је одобрила процес избора домаћина за Светско првенство у кошарци 2023. ФИБА је 1. јуна 2017. потврдила листу кандидата за домаћина Светског првенства.
- Аргентина /  Уругвај
- Филипини /  Јапан /  Индонезија
- Русија (повучено)
- Турска (повучено)

Појединачне понуде Русије и Турске су повучене остављајући у трци заједничке понуде (Филипини—Јапан—Индонезија; Аргентина—Уругвај). Дана 9. децембра 2017. саопштено је да су Филипини, Јапан и Индонезија победили у конкуренцији с Аргентином и Уругвајем и да ће бити домаћини предстојећег Светског првенства.

## Дворане
Пет дворана из пет градова домаћина коришћено је на Светском првенству у кошарци 2023. Три града на подручју Шире Маниле угостиле су екипе из четири групе у групној фази у првом делу такмичења, из две групе у другој фази такмичења по групама и из елиминационе фазе, тј. завршнице турнира. С друге стране, Окинава и Џакарта су угостиле репрезентације из две групе у првом делу такмичења и једне групе у другој фази такмичења. Филипини су угостили шеснаест тимова, док су Јапан и Индонезија угостили по осам тимова.
На Филипинима су се налазиле три дворане које су се користиле на Светском првенству: Арена Азија у Пасају, Смарт арена у Кевзон Ситију и Арена Филипини у Бокауеу. Арена Азија била је домаћин Азијског првенства 2013, Светског квалификационог турнира за Олимпијске игре 2016. у Манили и домаћин кошаркашких догађаја 5 на 5 на Играма у југоисточној Азији 2019. Арена је такође била домаћин три утакмице на азијским квалификацијама за Светско првенство 2019. где су играли Филипини. Смарт Колосеум арена је била домаћин Светског првенства 1978. Арена Филипини има капацитет од 55.000 места и била је домаћин завршне фазе турнира и финала Светског првенства. Арена је такође била домаћин Светског првенства у баскету 2018. и свечаног отварања Игара у југоисточној Азији 2019.
У Јапану и Индонезији утакмице су се играле у једној арени. Окинава арена на Окинави имала је 10.000 места за седење и нова је арена тима Рјукју златних краљева јапанске лиге Б. У арени су се такође одржале припремни мечеви у којима је учествовао јапански кошаркашки тим у припремама за Летње олимпијске игре 2020. у Токију. У почетку је хала Истор Гелор Бунг Карно у Џакарти била предвиђена за турнир. Међутим, члан Централног одбора Фибе Ерик Тохир напоменуо је да је поменуто место одобрено само за Азијско првенство 2021. чији је град био домаћин, али не и за Светско првенство. Током жреба за квалификације за Светско првенство 2023. откривено је да ће се за турнир користити ново место које се налази у спортском комплексу Гелор Бунг Карно које је позната под називом Арена Индонезија, са капацитетом од 16.000 седећих места.
| Филипини                                                                          | Филипини                                                    | Филипини                                       | Филипини                                       |
| Булакан                                                                           | Манила                                                      | Манила                                         |                                                |
| Бокауе                                                                            | Кезон Сити                                                  | Пасај                                          |                                                |
| --------------------------------------------------------------------------------- | ----------------------------------------------------------- | ---------------------------------------------- | ---------------------------------------------- |
| Арена Филипини Капацитет: 55.000                                                  | Смарт Колисеум арена Капацитет: 15.000 (реновирана дворана) | Арена Азија Капацитет: 16.500                  |                                                |
|                                                                                   |                                                             |                                                |                                                |
| Градови домаћини ЏакартаБокауеМанилаОкинава                                       |                                                             |                                                |                                                |
| Локације дворана на Филипинима Арена Филипини (Бокауе)Аранета КолисеумАрена Азија |                                                             |                                                |                                                |
| Индонезија                                                                        | Индонезија                                                  | Јапан                                          | Јапан                                          |
| Џакарта                                                                           | Џакарта                                                     | Окинава                                        | Окинава                                        |
| Индонезија арена Капацитет: 16.000 (нова дворана)                                 | Индонезија арена Капацитет: 16.000 (нова дворана)           | Окинава арена Капацитет: 10.000 (нова дворана) | Окинава арена Капацитет: 10.000 (нова дворана) |
|                                                                                   |                                                             |                                                |                                                |

## Квалификације
Будући да су домаћини, Филипини, Јапан и Индонезија су добили право да се аутоматски пласирају на такмичење. Међутим, од Индонезије је Фиба поставила строги услов да ће репрезентација морати кроз квалификације доћи до учешћа. Да би се Индонезија квалификовала, морала је прво да се квалификује за Азијско првенство у кошарци 2022. и заврши најмање на осмом месту. До тога није дошло и на крају се Индонезија није пласирала на завршни турнир. Први пут у историји светских кошаркашких првенстава се догодило да домаћин не учествује на завршном турниру.

### Квалификоване репрезентације
На Светском првенству 2023. укупно је учествовало 32 репрезентације а то су:
| Африка (5) - Ангола - Египат - Зеленортска Острва - Јужни Судан - Обала Слоноваче Азија и Океанија (8) - Аустралија - Иран - Јапан (домаћин) - Јордан - Кина - Либан - Нови Зеланд - Филипини (домаћин) | Европа (12) - Грузија - Грчка - Италија - Летонија - Литванија - Немачка - Словенија - Србија - Финска - Француска - Црна Гора - Шпанија | Америка (7) - Бразил - Венецуела - Доминиканска Република - Канада - Мексико - Порторико - Сједињене Државе |

## Жреб
Главни жреб је одржан у Кезон Ситију на Филипинима 29. априла 2023.
Домаћини су добили привилегију да изаберу репрезентације које ће угостити у својим земљама. Филипини су изабрали репрезентацију САД, Јапан је изабрао репрезентацију Словеније, док је Индонезија изабрала репрезентацију Канаде. ФИБА је изјавила да је селекција извршена из "комерцијалних разлога" како не би имао никакав утицај на жреб.
Жреб се састојао од две групе шешира. Репрезентације у првом, трећем, петом и седмом шеширу смештене су у групе А, Ц, Е и Г, док су репрезентације у другом, четвртом, шестом и осмом шеширу смештене у групе Б, Д, Ф и Х.
| Први шешир                                                                    | Трећи шешир                                           | Пети шешир                                                               | Седми шешир                                                             |
| ----------------------------------------------------------------------------- | ----------------------------------------------------- | ------------------------------------------------------------------------ | ----------------------------------------------------------------------- |
| Филипини (40) (Домаћин) · Шпанија (1) · Сједињене Државе (2) · Аустралија (3) | Грчка (9) · Италија (10) · Немачка (11) · Бразил (13) | Иран (22) · Доминиканска Република (23) · Финска (24) · Нови Зеланд (26) | Јордан (33) · Јапан (36) (Домаћин) · Ангола (41) · Обала Слоноваче (42) |

| Други шешир                                                | Четврти шешир                                                    | Шести шешир                                               | Осми шешир                                                              |
| ---------------------------------------------------------- | ---------------------------------------------------------------- | --------------------------------------------------------- | ----------------------------------------------------------------------- |
| Француска (2) · Србија (5) · Словенија (7) · Литванија (8) | Канада (15) · Венецуела (17) · Црна Гора (18) · Порторико (20) · | Кина (27) · Летонија (29) · Мексико (31) · Грузија (32) · | Либан (43) · Египат (55) · Јужни Судан (62) · Зеленортска Острва (64) · |

Напомене:

1. ↑  Директно смештена у групи А.
2. ↑  Директно смештена у групи Ц.
3. ↑  Директно смештена у групи Е.
4. ↑  Директно смештена у групи Ф.
5. ↑  Директно смештена у групи Х.

## Формат такмичења
Слично као и на првенству из 2019, турнир се играо у три фазе. У првој фази, 32 репрезентације је било распоређено у осам група од по четири екипе у свакој од њих (од А до Х). Сваки тим у групи играо је један против другог. По две најбоље пласиране екипе из сваке групе прошле су у другу групну фазу. У другој фази образују се четири групе (од И до Л) од по четири екипе које су састављене од тимова који су прошли први део такмичења и који ће поново играти један против другог. Два најбоља тима из група И до Л пролазе у елиминациону фазу која се игра од четвртфинала.

## Први круг
- Сатница је по средњоевропском времену (UTC+1).

### Група А
| Поз. | Табела групе А         | ОУ | П | ПО | КД  | КП  | КР  | Бод |
| ---- | ---------------------- | -- | - | -- | --- | --- | --- | --- |
| 1.   | Доминиканска Република | 3  | 3 | 0  | 249 | 230 | +19 | 6   |
| 2.   | Италија                | 3  | 2 | 1  | 253 | 237 | +16 | 5   |
| 3.   | Ангола                 | 3  | 1 | 2  | 214 | 226 | -12 | 4   |
| 4.   | Филипини               | 3  | 0 | 3  | 234 | 257 | -23 | 3   |

| 25. август 2023. 10.00 | Извештај | Ангола                                                                  | 67 : 81 | Италија                        | Арена Филипини, Бокауе Гледаоци: 21.214 Судије: Гиљерм Локатели, Керем Баки, Мартин Вулић |  |
| 25. август 2023. 10.00 | Извештај | Четвртине: 17 : 23, 23 : 20, 17 : 18, 10 : 20                           |         |                                | Арена Филипини, Бокауе Гледаоци: 21.214 Судије: Гиљерм Локатели, Керем Баки, Мартин Вулић |  |
| 25. август 2023. 10.00 | Извештај | Поени: Дундао 19 Скокови: петорица играча по 5 Асистенције: Гонсалвес 4 |         | Фонтекио 19 Полонара 7 Спису 7 | Арена Филипини, Бокауе Гледаоци: 21.214 Судије: Гиљерм Локатели, Керем Баки, Мартин Вулић |  |

| 25. август 2023. 14.00 | Извештај | Доминиканска Република                                 | 87 : 81 | Филипини                                   | Арена Филипини, Бокауе Гледаоци: 38.115 Судије: Јоан Росо, Леандро Салазар, Гатис Салинш |  |
| 25. август 2023. 14.00 | Извештај | Четвртине: 22 : 18, 20 : 24, 24 : 22, 21 : 17          |         |                                            | Арена Филипини, Бокауе Гледаоци: 38.115 Судије: Јоан Росо, Леандро Салазар, Гатис Салинш |  |
| 25. август 2023. 14.00 | Извештај | Поени: Таунс 26 Скокови: Таунс 10 Асистенције: Фелиз 8 |         | Кларксон 28 Кларксон, Фахардо 7 Кларксон 7 | Арена Филипини, Бокауе Гледаоци: 38.115 Судије: Јоан Росо, Леандро Салазар, Гатис Салинш |  |

| 27. август 2023. 10.00 | Извештај | Италија                                              | 82 : 87 | Доминиканска Република     | Аранета Колисеум, Кезон Сити Гледаоци: 6.298 Судије: Гатис Салинш, Луис Кастиљо, Јоргос Пурсанидис |  |
| 27. август 2023. 10.00 | Извештај | Четвртине: 19 : 13, 20 : 25, 17 : 31, 26 : 18        |         |                            | Аранета Колисеум, Кезон Сити Гледаоци: 6.298 Судије: Гатис Салинш, Луис Кастиљо, Јоргос Пурсанидис |  |
| 27. август 2023. 10.00 | Извештај | Поени: Спису 17 Скокови: Мели 7 Асистенције: Спису 4 |         | Фелиз 28 Таунс 7 Монтеро 7 | Аранета Колисеум, Кезон Сити Гледаоци: 6.298 Судије: Гатис Салинш, Луис Кастиљо, Јоргос Пурсанидис |  |

| 27. август 2023. 14.00 | Извештај | Филипини                                                      | 70 : 80 | Ангола                                    | Аранета Колисеум, Кезон Сити Гледаоци: 12.784 Судије: Гиљерм Локатели, Мартинш Козловскис, Мартин Вулић |  |
| 27. август 2023. 14.00 | Извештај | Четвртине: 19 : 12, 14 : 24, 19 : 20, 18 : 24                 |         |                                           | Аранета Колисеум, Кезон Сити Гледаоци: 12.784 Судије: Гиљерм Локатели, Мартинш Козловскис, Мартин Вулић |  |
| 27. август 2023. 14.00 | Извештај | Поени: Кларксон 21 Скокови: Фахардо 7 Асистенције: Кларксон 7 |         | Гонсалвес 17 Банго, Фернандо 7 Домингос 7 | Аранета Колисеум, Кезон Сити Гледаоци: 12.784 Судије: Гиљерм Локатели, Мартинш Козловскис, Мартин Вулић |  |

| 29. август 2023. 10.00 | Извештај | Ангола                                                       | 67 : 75 | Доминиканска Република  | Аранета Колисеум, Кезон Сити Гледаоци: 4.769 Судије: Гиљерм Локатели, Луис Кастиљо, Мартин Вулић |  |
| 29. август 2023. 10.00 | Извештај | Четвртине: 11 : 20, 21 : 17, 18 : 12, 17 : 26                |         |                         | Аранета Колисеум, Кезон Сити Гледаоци: 4.769 Судије: Гиљерм Локатели, Луис Кастиљо, Мартин Вулић |  |
| 29. август 2023. 10.00 | Извештај | Поени: Де Соуза 19 Скокови: Де Соуза 9 Асистенције: Дундао 7 |         | Фелиз 17 Лиз 8 Солано 4 | Аранета Колисеум, Кезон Сити Гледаоци: 4.769 Судије: Гиљерм Локатели, Луис Кастиљо, Мартин Вулић |  |

| 29. август 2023. 14.00 | Извештај | Филипини                                                  | 83 : 90 | Италија                                 | Аранета Колисеум, Кезон Сити Гледаоци: 11.821 Судије: Јоан Росо, Леандро Салазар, Мартинш Козловскис |  |
| 29. август 2023. 14.00 | Извештај | Четвртине: 23 : 20, 16 : 28, 21 : 25, 23 : 17             |         |                                         | Аранета Колисеум, Кезон Сити Гледаоци: 11.821 Судије: Јоан Росо, Леандро Салазар, Мартинш Козловскис |  |
| 29. август 2023. 14.00 | Извештај | Поени: Кларксон 23 Скокови: Еду 8 Асистенције: Кларксон 6 |         | Фонтекио 18 тројица играча по 6 Спису 9 | Аранета Колисеум, Кезон Сити Гледаоци: 11.821 Судије: Јоан Росо, Леандро Салазар, Мартинш Козловскис |  |

### Група Б
| Поз. | Табела групе Б | ОУ | П | ПО | КД  | КП  | КР  | Бод |
| ---- | -------------- | -- | - | -- | --- | --- | --- | --- |
| 1.   | Србија         | 3  | 3 | 0  | 314 | 223 | +91 | 6   |
| 2.   | Порторико      | 3  | 2 | 1  | 285 | 279 | +6  | 5   |
| 3.   | Јужни Судан    | 3  | 1 | 2  | 268 | 285 | -17 | 4   |
| 4.   | Кина           | 3  | 0 | 3  | 221 | 301 | -80 | 3   |

| 26. август 2023. 10.00 | Извештај | Јужни Судан                                               | 96 : 101 | Порторико                                   | Аранета Колисеум, Кезон Сити Гледаоци: 3.166 Судије: Гиљерм Локатели, Луис Кастиљо, Карлос Пералта |  |
| 26. август 2023. 10.00 | Извештај | Четвртине: 29 : 24, 23 : 18, 15 : 18, 14 : 21, 15 : 20    |          |                                             | Аранета Колисеум, Кезон Сити Гледаоци: 3.166 Судије: Гиљерм Локатели, Луис Кастиљо, Карлос Пералта |  |
| 26. август 2023. 10.00 | Извештај | Поени: Џоунс 38 Скокови: Габријел 7 Асистенције: Џоунс 11 |          | Томпсон Млађи 21 Томпсон Млађи 13 Вотерс 11 | Аранета Колисеум, Кезон Сити Гледаоци: 3.166 Судије: Гиљерм Локатели, Луис Кастиљо, Карлос Пералта |  |

| 26. август 2023. 14.00 | Извештај | Србија                                                                                         | 105 : 63 | Кина                          | Аранета Колисеум, Кезон Сити Гледаоци: 7.292 Судије: Јоан Росо, Мартинш Козловскис, Рабах Нуџајим |  |
| 26. август 2023. 14.00 | Извештај | Четвртине: 25 : 14, 30 : 20, 22 : 13, 28 : 16                                                  |          |                               | Аранета Колисеум, Кезон Сити Гледаоци: 7.292 Судије: Јоан Росо, Мартинш Козловскис, Рабах Нуџајим |  |
| 26. август 2023. 14.00 | Извештај | Поени: Богдановић, Маринковић 14 Скокови: Милутинов, Ристић 6 Асистенције: Гудурић, С. Јовић 6 |          | Џао Р. 17 Цуеј, Џу 5 Џао Ђ. 6 | Аранета Колисеум, Кезон Сити Гледаоци: 7.292 Судије: Јоан Росо, Мартинш Козловскис, Рабах Нуџајим |  |

| 28. август 2023. 10.00 | Извештај | Кина                                             | 69 : 89 | Јужни Судан               | Аранета Колисеум, Кезон Сити Гледаоци: 4.416 Судије: Гиљерм Локатели, Керем Баки, Мартин Вулић |  |
| 28. август 2023. 10.00 | Извештај | Четвртине: 14 : 22, 26 : 22, 13 : 19, 16 : 26    |         |                           | Аранета Колисеум, Кезон Сити Гледаоци: 4.416 Судије: Гиљерм Локатели, Керем Баки, Мартин Вулић |  |
| 28. август 2023. 10.00 | Извештај | Поени: Ли 22 Скокови: Ли 5 Асистенције: Џао Ђ. 4 |         | Џоунс 21 Малуах 6 Џоунс 6 | Аранета Колисеум, Кезон Сити Гледаоци: 4.416 Судије: Гиљерм Локатели, Керем Баки, Мартин Вулић |  |

| 28. август 2023. 14.00 | Извештај | Порторико                                                  | 77 : 94 | Србија                                          | Аранета Колисеум, Кезон Сити Гледаоци: 2.944 Судије: Јоан Росо, Леандро Салазар, Карлос Пералта |  |
| 28. август 2023. 14.00 | Извештај | Четвртине: 15 : 27, 12 : 30, 31 : 18, 19 : 19              |         |                                                 | Аранета Колисеум, Кезон Сити Гледаоци: 2.944 Судије: Јоан Росо, Леандро Салазар, Карлос Пералта |  |
| 28. август 2023. 14.00 | Извештај | Поени: Пинеиро 14 Скокови: Кондит 11 Асистенције: Вотерс 9 |         | Богдановић, Н. Јовић 17 Милутинов 15 С. Јовић 6 | Аранета Колисеум, Кезон Сити Гледаоци: 2.944 Судије: Јоан Росо, Леандро Салазар, Карлос Пералта |  |

| 30. август 2023. 10.00 | Извештај | Јужни Судан                                        | 83 : 115 | Србија                               | Аранета Колисеум, Кезон Сити Гледаоци: 5.848 Судије: Јоан Росо, Керем Баки, Рабах Нуџајим |  |
| 30. август 2023. 10.00 | Извештај | Четвртине: 20 : 30, 19 : 26, 26 : 27, 18 : 32      |          |                                      | Аранета Колисеум, Кезон Сити Гледаоци: 5.848 Судије: Јоан Росо, Керем Баки, Рабах Нуџајим |  |
| 30. август 2023. 10.00 | Извештај | Поени: Јок 21 Скокови: Омот 5 Асистенције: Џоунс 6 |          | Н. Јовић 25 Милутинов 10 С. Јовић 13 | Аранета Колисеум, Кезон Сити Гледаоци: 5.848 Судије: Јоан Росо, Керем Баки, Рабах Нуџајим |  |

| 30. август 2023. 14.00 | Извештај | Кина                                                       | 89 : 107 | Порторико                    | Аранета Колисеум, Кезон Сити Гледаоци: 7.166 Судије: Гатис Салинш, Луис Кастиљо, Карлос Пералта |  |
| 30. август 2023. 14.00 | Извештај | Четвртине: 16 : 23, 21 : 29, 32 : 26, 20 : 29              |          |                              | Аранета Колисеум, Кезон Сити Гледаоци: 7.166 Судије: Гатис Салинш, Луис Кастиљо, Карлос Пералта |  |
| 30. август 2023. 14.00 | Извештај | Поени: Џао Р. 16 Скокови: Ванг, Џу 5 Асистенције: Џао Ђ. 5 |          | Вотерс 22 Ромеро 10 Вотерс 6 | Аранета Колисеум, Кезон Сити Гледаоци: 7.166 Судије: Гатис Салинш, Луис Кастиљо, Карлос Пералта |  |

### Група Ц
| Поз. | Табела групе Ц   | ОУ | П | ПО | КД  | КП  | КР   | Бод |
| ---- | ---------------- | -- | - | -- | --- | --- | ---- | --- |
| 1.   | Сједињене Државе | 3  | 3 | 0  | 318 | 215 | +103 | 6   |
| 2.   | Грчка            | 3  | 2 | 1  | 256 | 254 | +2   | 3   |
| 3.   | Нови Зеланд      | 3  | 1 | 2  | 241 | 269 | -28  | 4   |
| 4.   | Јордан           | 3  | 0 | 3  | 220 | 297 | -77  | 3   |

| 26. август 2023. 10.45 | Извештај | Јордан                                                                    | 71 : 92 | Грчка                                 | Арена Азија, Пасај Гледаоци: 5.795 Судије: Антонио Конде, Такаки Като, Мануел Атард |  |
| 26. август 2023. 10.45 | Извештај | Четвртине: 14 : 19, 19 : 27, 27 : 20, 11 : 26                             |         |                                       | Арена Азија, Пасај Гледаоци: 5.795 Судије: Антонио Конде, Такаки Като, Мануел Атард |  |
| 26. август 2023. 10.45 | Извештај | Поени: Холис-Џеферсон 24 Скокови: Холис-Џеферсон 9 Асистенције: Ибрахим 6 |         | Ларенцакис 19 Рогкавопулос 7 Волкап 7 | Арена Азија, Пасај Гледаоци: 5.795 Судије: Антонио Конде, Такаки Като, Мануел Атард |  |

| 26. август 2023. 14.40 | Извештај | Сједињене Државе                                         | 99 : 72 | Нови Зеланд                        | Арена Азија, Пасај Гледаоци: 10.978 Судије: Мануел Мацони, Борис Крејич, Парк Кјунгџин |  |
| 26. август 2023. 14.40 | Извештај | Четвртине: 19 : 18, 26 : 18, 31 : 22, 23 : 14            |         |                                    | Арена Азија, Пасај Гледаоци: 10.978 Судије: Мануел Мацони, Борис Крејич, Парк Кјунгџин |  |
| 26. август 2023. 14.40 | Извештај | Поени: Банчеро 21 Скокови: Едвардс 7 Асистенције: Ривс 6 |         | Те Ранги 15 Делејни, Фоту 5 Ајли 5 | Арена Азија, Пасај Гледаоци: 10.978 Судије: Мануел Мацони, Борис Крејич, Парк Кјунгџин |  |

| 28. август 2023. 10.45 | Извештај | Нови Зеланд                                              | 95 : 87 | Јордан                                   | Арена Азија, Пасај Гледаоци: 7.331 Судије: Такаки Като, Борис Крејич, Петер Пракшч |  |
| 28. август 2023. 10.45 | Извештај | Четвртине: 21 : 18, 25 : 19, 19 : 20, 20 : 28, 10 : 2    |         |                                          | Арена Азија, Пасај Гледаоци: 7.331 Судије: Такаки Като, Борис Крејич, Петер Пракшч |  |
| 28. август 2023. 10.45 | Извештај | Поени: Лејафа 23 Скокови: Делејни 7 Асистенције: Ајли 10 |         | Холис-Џеферсон 39 Ел Дваири 10 Ибрахим 9 | Арена Азија, Пасај Гледаоци: 7.331 Судије: Такаки Като, Борис Крејич, Петер Пракшч |  |

| 28. август 2023. 14.40 | Извештај | Грчка                                                                         | 81 : 109 | Сједињене Државе       | Арена Азија, Пасај Гледаоци: 11.392 Судије: Антонио Конде, Мануел Мацони, Данијел Гарсија |  |
| 28. август 2023. 14.40 | Извештај | Четвртине: 19 : 23, 18 : 27, 19 : 29, 25 : 30                                 |          |                        | Арена Азија, Пасај Гледаоци: 11.392 Судије: Антонио Конде, Мануел Мацони, Данијел Гарсија |  |
| 28. август 2023. 14.40 | Извештај | Поени: Папајанис 17 Скокови: Адетокумбо, Рогкавопулос 4 Асистенције: Волкап 7 |          | Ривс 15 Харт 11 Ривс 6 | Арена Азија, Пасај Гледаоци: 11.392 Судије: Антонио Конде, Мануел Мацони, Данијел Гарсија |  |

| 30. август 2023. 10.40 | Извештај | Сједињене Државе                                             | 110 : 62 | Јордан                                     | Арена Азија, Пасај Гледаоци: 10.511 Судије: Такаки Като, Кристијан Паез, Петер Пракшч |  |
| 30. август 2023. 10.40 | Извештај | Четвртине: 31 : 12, 31 : 21, 25 : 16, 23 : 13                |          |                                            | Арена Азија, Пасај Гледаоци: 10.511 Судије: Такаки Като, Кристијан Паез, Петер Пракшч |  |
| 30. август 2023. 10.40 | Извештај | Поени: Едвардс 22 Скокови: Харт 12 Асистенције: Халибартон 6 |          | Холис-Џеферсон 20 Холис-Џеферсон 7 Канан 6 | Арена Азија, Пасај Гледаоци: 10.511 Судије: Такаки Като, Кристијан Паез, Петер Пракшч |  |

| 30. август 2023. 14.40 | Извештај | Грчка                                                          | 83 : 74 | Нови Зеланд               | Арена Азија, Пасај Гледаоци: 5.625 Судије: Мануел Мацони, Андрис Аункрогерс, Карлос Велез |  |
| 30. август 2023. 14.40 | Извештај | Четвртине: 15 : 20, 17 : 23, 18 : 11, 33 : 20                  |         |                           | Арена Азија, Пасај Гледаоци: 5.625 Судије: Мануел Мацони, Андрис Аункрогерс, Карлос Велез |  |
| 30. август 2023. 14.40 | Извештај | Поени: Папапетру 27 Скокови: Папајанис 9 Асистенције: Волкап 9 |         | Ајли 27 Делејни 14 Ајли 8 | Арена Азија, Пасај Гледаоци: 5.625 Судије: Мануел Мацони, Андрис Аункрогерс, Карлос Велез |  |

### Група Д
| Поз. | Табела групе Д | ОУ | П | ПО | КД  | КП  | КР  | Бод |
| ---- | -------------- | -- | - | -- | --- | --- | --- | --- |
| 1.   | Литванија      | 3  | 3 | 0  | 280 | 204 | +76 | 6   |
| 2.   | Црна Гора      | 3  | 2 | 1  | 251 | 236 | +15 | 5   |
| 3.   | Египат         | 3  | 1 | 2  | 241 | 254 | -13 | 4   |
| 4.   | Мексико        | 3  | 0 | 3  | 209 | 287 | -78 | 3   |

| 25. август 2023. 10.45 | Извештај | Мексико                                              | 71 : 91 | Црна Гора                    | Арена Азија, Пасај Гледаоци: 6.668 Судије: Мануел Мацони, Данијел Гарсија, Кристијан Паез |  |
| 25. август 2023. 10.45 | Извештај | Четвртине: 19 : 19, 20 : 29, 19 : 20, 13 : 23        |         |                              | Арена Азија, Пасај Гледаоци: 6.668 Судије: Мануел Мацони, Данијел Гарсија, Кристијан Паез |  |
| 25. август 2023. 10.45 | Извештај | Поени: Круз 16 Скокови: Хаимес 8 Асистенције: Стол 7 |         | Вучевић 27 Вучевић 10 Пери 7 | Арена Азија, Пасај Гледаоци: 6.668 Судије: Мануел Мацони, Данијел Гарсија, Кристијан Паез |  |

| 25. август 2023. 14.30 | Извештај | Египат                                                            | 67 : 93 | Литванија                                 | Арена Азија, Пасај Гледаоци: 7.229 Судије: Антонио Конде, Петер Пракч, Карлос Велес |  |
| 25. август 2023. 14.30 | Извештај | Четвртине: 12 : 26, 22 : 20, 19 : 24, 14 : 23                     |         |                                           | Арена Азија, Пасај Гледаоци: 7.229 Судије: Антонио Конде, Петер Пракч, Карлос Велес |  |
| 25. август 2023. 14.30 | Извештај | Поени: Мареи 14 Скокови: Мареи 9 Асистенције: тројица играча по 3 |         | Нормантас 18 Валанчијунас 10 Браздеикис 5 | Арена Азија, Пасај Гледаоци: 7.229 Судије: Антонио Конде, Петер Пракч, Карлос Велес |  |

| 27. август 2023. 10.45 | Извештај | Црна Гора                                                          | 89 : 74 | Египат                       | Арена Азија, Пасај Гледаоци: 3.751 Судије: Антонио Конде, Такаки Като, Андрис Аункрогерс |  |
| 27. август 2023. 10.45 | Извештај | Четвртине: 27 : 17, 24 : 20, 19 : 19, 19 : 18                      |         |                              | Арена Азија, Пасај Гледаоци: 3.751 Судије: Антонио Конде, Такаки Като, Андрис Аункрогерс |  |
| 27. август 2023. 10.45 | Извештај | Поени: Вучевић 16 Скокови: Радончић, Вучевић 7 Асистенције: Пери 7 |         | Амин 26 Гарднер 8 Ел Генди 4 | Арена Азија, Пасај Гледаоци: 3.751 Судије: Антонио Конде, Такаки Като, Андрис Аункрогерс |  |

| 27. август 2023. 14.30 | Извештај | Литванија                                                                             | 96 : 66 | Мексико                           | Арена Азија, Пасај Гледаоци: 5.503 Судије: Мануел Мацони, Борис Крејич, Кристијан Паез |  |
| 27. август 2023. 14.30 | Извештај | Четвртине: 32 : 17, 21 : 17, 23 : 17, 20 : 15                                         |         |                                   | Арена Азија, Пасај Гледаоци: 5.503 Судије: Мануел Мацони, Борис Крејич, Кристијан Паез |  |
| 27. август 2023. 14.30 | Извештај | Поени: Јокубаитис, Валанчијунас 15 Скокови: Валанчијунас 12 Асистенције: Јокубаитис 7 |         | Хирон 13 Ибара, Хаимес 6 Хаимес 4 | Арена Азија, Пасај Гледаоци: 5.503 Судије: Мануел Мацони, Борис Крејич, Кристијан Паез |  |

| 29. август 2023. 10.45 | Извештај | Египат                                                | 100 : 72 | Мексико                         | Арена Азија, Пасај Гледаоци: 4.448 Судије: Антонио Конде, Данијел Гарсија, Парк Кјунгјин |  |
| 29. август 2023. 10.45 | Извештај | Четвртине: 30 : 16, 29 : 19, 18 : 21, 23 : 16         |          |                                 | Арена Азија, Пасај Гледаоци: 4.448 Судије: Антонио Конде, Данијел Гарсија, Парк Кјунгјин |  |
| 29. август 2023. 10.45 | Извештај | Поени: Амин 22 Скокови: Мареи 10 Асистенције: Амин 10 |          | Круз, Ибара 21 Хаимес 6 Стол 14 | Арена Азија, Пасај Гледаоци: 4.448 Судије: Антонио Конде, Данијел Гарсија, Парк Кјунгјин |  |

| 29. август 2023. 14.30 | Извештај | Црна Гора                                                                 | 71 : 91 | Литванија                                 | Арена Азија, Пасај Гледаоци: 5.707 Судије: Борис Крејич, Кристијан Паез, Мануел Атард |  |
| 29. август 2023. 14.30 | Извештај | Четвртине: 27 : 26, 13 : 22, 10 : 18, 21 : 25                             |         |                                           | Арена Азија, Пасај Гледаоци: 5.707 Судије: Борис Крејич, Кристијан Паез, Мануел Атард |  |
| 29. август 2023. 14.30 | Извештај | Поени: Вучевић 19 Скокови: Симоновић 6 Асистенције: шесторица играча по 2 |         | Јокубаитис 21 Седекерскис 6 Јокубаитис 14 | Арена Азија, Пасај Гледаоци: 5.707 Судије: Борис Крејич, Кристијан Паез, Мануел Атард |  |

### Група Е
| Поз. | Табела групе Е | ОУ | П | ПО | КД  | КП  | КР  | Бод |
| ---- | -------------- | -- | - | -- | --- | --- | --- | --- |
| 1.   | Немачка        | 3  | 3 | 0  | 267 | 220 | +47 | 6   |
| 2.   | Аустралија     | 3  | 2 | 1  | 289 | 246 | +43 | 5   |
| 3.   | Јапан          | 3  | 1 | 2  | 250 | 278 | -28 | 4   |
| 4.   | Финска         | 3  | 0 | 3  | 235 | 297 | -62 | 3   |

| 25. август 2023. 10.00 | Извештај | Финска                                                                | 72 : 98 | Аустралија            | Окинава арена, Окинава Гледаоци: 5.729 Судије: Хорхе Васкез, Војћех Лишка, Бланка Бернс |  |
| 25. август 2023. 10.00 | Извештај | Четвртине: 21 : 17, 19 : 28, 14 : 25, 18 : 28                         |         |                       | Окинава арена, Окинава Гледаоци: 5.729 Судије: Хорхе Васкез, Војћех Лишка, Бланка Бернс |  |
| 25. август 2023. 10.00 | Извештај | Поени: Марканен 19 Скокови: Марканен 8 Асистенције: Литле, Марканен 4 |         | Милс 25 Гиди 9 Гиди 8 | Окинава арена, Окинава Гледаоци: 5.729 Судије: Хорхе Васкез, Војћех Лишка, Бланка Бернс |  |

| 25. август 2023. 14.10 | Извештај | Немачка                                                                   | 81 : 63 | Јапан                                       | Окинава арена, Окинава Гледаоци: 6.397 Судије: Омар Бермудез, Ејми Бонер, Васим Хусејни |  |
| 25. август 2023. 14.10 | Извештај | Четвртине: 23 : 11, 30 : 20, 16 : 16, 12 : 16                             |         |                                             | Окинава арена, Окинава Гледаоци: 6.397 Судије: Омар Бермудез, Ејми Бонер, Васим Хусејни |  |
| 25. август 2023. 14.10 | Извештај | Поени: М. Вагнер 25 Скокови: М. Вагнер 9 Асистенције: Шредер, Ф. Вагнер 5 |         | Ватанабе 20 Хокинсон 10 тројица играча по 3 | Окинава арена, Окинава Гледаоци: 6.397 Судије: Омар Бермудез, Ејми Бонер, Васим Хусејни |  |

| 27. август 2023. 10.30 | Извештај | Аустралија                                               | 82 : 85 | Немачка                       | Окинава арена, Окинава Гледаоци: 6.205 Судије: Метју Калио, Бланка Бернс, Омар Бермудез |  |
| 27. август 2023. 10.30 | Извештај | Четвртине: 25 : 24, 19 : 25, 22 : 13, 16 : 23            |         |                               | Окинава арена, Окинава Гледаоци: 6.205 Судије: Метју Калио, Бланка Бернс, Омар Бермудез |  |
| 27. август 2023. 10.30 | Извештај | Поени: Милс 21 Скокови: Кукс, Милс 5 Асистенције: Милс 6 |         | Шредер 30 Фојгтман 6 Шредер 8 | Окинава арена, Окинава Гледаоци: 6.205 Судије: Метју Калио, Бланка Бернс, Омар Бермудез |  |

| 27. август 2023. 14.10 | Извештај | Јапан                                                           | 98 : 88 | Финска                                        | Окинава арена, Окинава Гледаоци: 7.374 Судије: Адемир Зураповић, Ејми Бонер, Ахмед ел Шувајили |  |
| 27. август 2023. 14.10 | Извештај | Четвртине: 22 : 15, 14 : 31, 27 : 27, 35 : 15                   |         |                                               | Окинава арена, Окинава Гледаоци: 7.374 Судије: Адемир Зураповић, Ејми Бонер, Ахмед ел Шувајили |  |
| 27. август 2023. 14.10 | Извештај | Поени: Хокинсон 28 Скокови: Хокинсон 19 Асистенције: Кавамура 9 |         | Марканен 27 Марканен 12 четворица играча по 5 | Окинава арена, Окинава Гледаоци: 7.374 Судије: Адемир Зураповић, Ејми Бонер, Ахмед ел Шувајили |  |

| 29. август 2023. 9.30 | Извештај | Немачка                                                              | 101 : 75 | Финска                        | Окинава арена, Окинава Гледаоци: 6.037 Судије: Метју Калио, Мартин Хорозов, Ваел Мостафа |  |
| 29. август 2023. 9.30 | Извештај | Четвртине: 19 : 22, 28 : 17, 29 : 16, 25 : 20                        |          |                               | Окинава арена, Окинава Гледаоци: 6.037 Судије: Метју Калио, Мартин Хорозов, Ваел Мостафа |  |
| 29. август 2023. 9.30 | Извештај | Поени: Бонга, Шредер 15 Скокови: Холац, Фојгтман 4 Асистенције: Ло 5 |          | Нкамуа 14 Јантунен 5 Маџуни 6 | Окинава арена, Окинава Гледаоци: 6.037 Судије: Метју Калио, Мартин Хорозов, Ваел Мостафа |  |

| 29. август 2023. 13.10 | Извештај | Аустралија                                           | 109 : 89 | Јапан                                               | Окинава арена, Окинава Гледаоци: 7.374 Судије: Хорхе Васкез, Ејми Бонер, Васим Хусејни |  |
| 29. август 2023. 13.10 | Извештај | Четвртине: 25 : 17, 32 : 18, 30 : 35, 22 : 19        |          |                                                     | Окинава арена, Окинава Гледаоци: 7.374 Судије: Хорхе Васкез, Ејми Бонер, Васим Хусејни |  |
| 29. август 2023. 13.10 | Извештај | Поени: Гиди 26 Скокови: Кукс 16 Асистенције: Гиди 11 |          | Хокинсон 33 Хокинсон, Ватанабе 7 Кавамура, Тогаши 7 | Окинава арена, Окинава Гледаоци: 7.374 Судије: Хорхе Васкез, Ејми Бонер, Васим Хусејни |  |

### Група Ф
| Поз. | Табела групе Ф     | ОУ | П | ПО | КД  | КП  | КР  | Бод |
| ---- | ------------------ | -- | - | -- | --- | --- | --- | --- |
| 1.   | Словенија          | 3  | 3 | 0  | 280 | 229 | +51 | 6   |
| 2.   | Грузија            | 3  | 2 | 1  | 222 | 207 | +15 | 5   |
| 3.   | Зеленортска Острва | 3  | 1 | 2  | 218 | 252 | -34 | 4   |
| 4.   | Венецуела          | 3  | 0 | 3  | 219 | 251 | -32 | 3   |

| 26. август 2023. 10.00 | Извештај | Зеленортска Острва                                             | 60 : 85 | Грузија                                  | Окинава арена, Окинава Гледаоци: 5.669 Судије: Хорхе Васкез, Мартин Хорозов, Ваел Мостафа |  |
| 26. август 2023. 10.00 | Извештај | Четвртине: 11 : 20, 11 : 28, 15 : 22, 23 : 15                  |         |                                          | Окинава арена, Окинава Гледаоци: 5.669 Судије: Хорхе Васкез, Мартин Хорозов, Ваел Мостафа |  |
| 26. август 2023. 10.00 | Извештај | Поени: Мендес 11 Скокови: Е. Таварес 12 Асистенције: Да Роса 6 |         | Шенгелија 16 Битадзе 11 Андроникашвили 6 | Окинава арена, Окинава Гледаоци: 5.669 Судије: Хорхе Васкез, Мартин Хорозов, Ваел Мостафа |  |

| 26. август 2023. 13.30 | Извештај | Словенија                                                | 100 : 85 | Венецуела                             | Окинава арена, Окинава Гледаоци: 6.389 Судије: Адемир Зураповић, Метју Калио, Војћех Лишка |  |
| 26. август 2023. 13.30 | Извештај | Четвртине: 31 : 33, 25 : 18, 22 : 12, 22 : 22            |          |                                       | Окинава арена, Окинава Гледаоци: 6.389 Судије: Адемир Зураповић, Метју Калио, Војћех Лишка |  |
| 26. август 2023. 13.30 | Извештај | Поени: Дончић 37 Скокови: Дончић 7 Асистенције: Дончић 6 |          | Сохо 16 Карера, Колменарес 4 Гиљент 6 | Окинава арена, Окинава Гледаоци: 6.389 Судије: Адемир Зураповић, Метју Калио, Војћех Лишка |  |

| 28. август 2023. 10.00 | Извештај | Венецуела                                                | 75 : 81 | Зеленортска Острва                               | Окинава арена, Окинава Гледаоци: 5.841 Судије: Адемир Зураповић, Војћех Лишка, Ахмед ел Шуваили |  |
| 28. август 2023. 10.00 | Извештај | Четвртине: 23 : 24, 23 : 9, 20 : 26, 9 : 22              |         |                                                  | Окинава арена, Окинава Гледаоци: 5.841 Судије: Адемир Зураповић, Војћех Лишка, Ахмед ел Шуваили |  |
| 28. август 2023. 10.00 | Извештај | Поени: Кубиљан 15 Скокови: Сохо 7 Асистенције: Кубиљан 4 |         | Бетињо 22 Е. Таварес 14 Е. Таварес, В. Таварес 3 | Окинава арена, Окинава Гледаоци: 5.841 Судије: Адемир Зураповић, Војћех Лишка, Ахмед ел Шуваили |  |

| 28. август 2023. 13.30 | Извештај | Грузија                                                                  | 67 : 88 | Словенија                    | Окинава арена, Окинава Гледаоци: 6.042 Судије: Хорхе Васкез, Омар Бермудез, Бланка Бернс |  |
| 28. август 2023. 13.30 | Извештај | Четвртине: 17 : 16, 16 : 29, 17 : 18, 17 : 25                            |         |                              | Окинава арена, Окинава Гледаоци: 6.042 Судије: Хорхе Васкез, Омар Бермудез, Бланка Бернс |  |
| 28. август 2023. 13.30 | Извештај | Поени: Мамукелашвили 21 Скокови: Мамукелашвили 7 Асистенције: Цинцадзе 7 |         | Дончић 34 Дончић 10 Дончић 6 | Окинава арена, Окинава Гледаоци: 6.042 Судије: Хорхе Васкез, Омар Бермудез, Бланка Бернс |  |

| 30. август 2023. 10.00 | Извештај | Грузија                                                                   | 70 : 59 | Венецуела                           | Окинава арена, Окинава Гледаоци: 5.807 Судије: Метју Калио, Ејми Бонер, Војћех Лишка |  |
| 30. август 2023. 10.00 | Извештај | Четвртине: 24 : 19, 18 : 4, 17 : 21, 11 : 15                              |         |                                     | Окинава арена, Окинава Гледаоци: 5.807 Судије: Метју Калио, Ејми Бонер, Војћех Лишка |  |
| 30. август 2023. 10.00 | Извештај | Поени: Шенгелија 25 Скокови: Битадзе 11 Асистенције: Санадзе, Шенгелија 3 |         | Колменарес 16 Колменарес 12 Гиљон 7 | Окинава арена, Окинава Гледаоци: 5.807 Судије: Метју Калио, Ејми Бонер, Војћех Лишка |  |

| 30. август 2023. 13.30 | Извештај | Словенија                                                | 92 : 77 | Зеленортска Острва                  | Окинава арена, Окинава Гледаоци: 5.145 Судије: Адемир Зураповић, Омар Бермудез, Васим Хусејни |  |
| 30. август 2023. 13.30 | Извештај | Четвртине: 24 : 21, 21 : 17, 24 : 17, 23 : 22            |         |                                     | Окинава арена, Окинава Гледаоци: 5.145 Судије: Адемир Зураповић, Омар Бермудез, Васим Хусејни |  |
| 30. август 2023. 13.30 | Извештај | Поени: Дончић 19 Скокови: Дончић 7 Асистенције: Дончић 9 |         | Гомес 17 Е. Таварес 10 Е. Таварес 5 | Окинава арена, Окинава Гледаоци: 5.145 Судије: Адемир Зураповић, Омар Бермудез, Васим Хусејни |  |

### Група Г
| Поз. | Табела групе Г  | ОУ | П | ПО | КД  | КП  | КР  | Бод |
| ---- | --------------- | -- | - | -- | --- | --- | --- | --- |
| 1.   | Шпанија         | 3  | 3 | 0  | 275 | 207 | +68 | 6   |
| 2.   | Бразил          | 3  | 2 | 1  | 267 | 232 | +35 | 5   |
| 3.   | Обала Слоноваче | 3  | 1 | 2  | 212 | 252 | -40 | 4   |
| 4.   | Иран            | 3  | 0 | 3  | 193 | 256 | -63 | 3   |

| 26. август 2023. 11.45 | Извештај | Иран                                                                    | 59 : 100 | Бразил                                    | Индонезија арена, Џакарта Гледаоци: 6.251 Судије: Хулио Анаја, Александар Глишић, Даиго Урушима |  |
| 26. август 2023. 11.45 | Извештај | Четвртине: 12 : 33, 13 : 24, 21 : 25, 13 : 18                           |          |                                           | Индонезија арена, Џакарта Гледаоци: 6.251 Судије: Хулио Анаја, Александар Глишић, Даиго Урушима |  |
| 26. август 2023. 11.45 | Извештај | Поени: Агаџанпур 11 Скокови: Амини 6 Асистенције: четворица играча по 3 |          | Кабокло 16 Кабокло 7 Уертас, Дос Сантос 6 | Индонезија арена, Џакарта Гледаоци: 6.251 Судије: Хулио Анаја, Александар Глишић, Даиго Урушима |  |

| 26. август 2023. 15.30 | Извештај | Шпанија                                                        | 94 : 64 | Обала Слоноваче            | Индонезија арена, Џакарта Гледаоци: 8.144 Судије: Хуан Фернандез, Андрес Бартел, Јевгениј Михејев |  |
| 26. август 2023. 15.30 | Извештај | Четвртине: 24 : 17, 29 : 17, 20 : 13, 21 : 17                  |         |                            | Индонезија арена, Џакарта Гледаоци: 8.144 Судије: Хуан Фернандез, Андрес Бартел, Јевгениј Михејев |  |
| 26. август 2023. 15.30 | Извештај | Поени: В. Ернангомез 22 Скокови: Гаруба 7 Асистенције: Нуњез 8 |         | Коне 11 В. Фофана 5 Коне 3 | Индонезија арена, Џакарта Гледаоци: 8.144 Судије: Хуан Фернандез, Андрес Бартел, Јевгениј Михејев |  |

| 28. август 2023. 11.45 | Извештај | Обала Слоноваче                                                         | 71 : 69 | Иран                               | Индонезија арена, Џакарта Гледаоци: 4.558 Судије: Александар Глишић, Скот Бекер, Гвидас Гедвилас |  |
| 28. август 2023. 11.45 | Извештај | Четвртине: 15 : 20, 22 : 15, 17 : 21, 17 : 13                           |         |                                    | Индонезија арена, Џакарта Гледаоци: 4.558 Судије: Александар Глишић, Скот Бекер, Гвидас Гедвилас |  |
| 28. август 2023. 11.45 | Извештај | Поени: Зузуа 17 Скокови: Бах, Сидибе 5 Асистенције: тројица играча по 3 |         | Јахали 19 Хадади, Каземи 8 Амини 4 | Индонезија арена, Џакарта Гледаоци: 4.558 Судије: Александар Глишић, Скот Бекер, Гвидас Гедвилас |  |

| 28. август 2023. 15:30 | Извештај | Бразил                                                        | 78 : 96 | Шпанија                   | Индонезија арена, Џакарта Гледаоци: 7.354 Судије: Роберто Васкез, Хулио Анаја, Џони Батиста |  |
| 28. август 2023. 15:30 | Извештај | Четвртине: 22 : 21, 20 : 29, 17 : 14, 19 : 32                 |         |                           | Индонезија арена, Џакарта Гледаоци: 7.354 Судије: Роберто Васкез, Хулио Анаја, Џони Батиста |  |
| 28. август 2023. 15:30 | Извештај | Поени: Кабокло 15 Скокови: Кабокло 11 Асистенције: Де Паула 7 |         | Алдама 15 Нуњез 7 Нуњез 5 | Индонезија арена, Џакарта Гледаоци: 7.354 Судије: Роберто Васкез, Хулио Анаја, Џони Батиста |  |

| 30. август 2023. 11.45 | Извештај | Обала Слоноваче                                             | 77 : 89 | Бразил                                | Индонезија арена, Џакарта Гледаоци: 6.190 Судије: Роберто Васкез, Скот Бекер, Андрес Бартел |  |
| 30. август 2023. 11.45 | Извештај | Четвртине: 25 : 23, 21 : 27, 19 : 20, 12 : 19               |         |                                       | Индонезија арена, Џакарта Гледаоци: 6.190 Судије: Роберто Васкез, Скот Бекер, Андрес Бартел |  |
| 30. август 2023. 11.45 | Извештај | Поени: Бах 13 Скокови: Бах 13 Асистенције: Дијабате, Коне 3 |         | Дос Сантос 24 Кабокло 8 Дос Сантос 12 | Индонезија арена, Џакарта Гледаоци: 6.190 Судије: Роберто Васкез, Скот Бекер, Андрес Бартел |  |

| 30. август 2023. 15.30 | Извештај | Иран                                                                        | 65 : 85 | Шпанија                                  | Индонезија арена, Џакарта Гледаоци: 7.320 Судије: Хулио Анаја, Хуан Фернандез, Џони Батиста |  |
| 30. август 2023. 15.30 | Извештај | Четвртине: 17 : 16, 17 : 27, 18 : 21, 13 : 21                               |         |                                          | Индонезија арена, Џакарта Гледаоци: 7.320 Судије: Хулио Анаја, Хуан Фернандез, Џони Батиста |  |
| 30. август 2023. 15.30 | Извештај | Поени: Амини 19 Скокови: Гиргоријан, Хадади 5 Асистенције: Хадади, Јахали 7 |         | Х. Ернангомез 21 В. Ернангомез 9 Нуњез 6 | Индонезија арена, Џакарта Гледаоци: 7.320 Судије: Хулио Анаја, Хуан Фернандез, Џони Батиста |  |

### Група Х
| Поз. | Табела групе Х | ОУ | П | ПО | КД  | КП  | КР   | Бод |
| ---- | -------------- | -- | - | -- | --- | --- | ---- | --- |
| 1.   | Канада         | 3  | 3 | 0  | 324 | 213 | +111 | 6   |
| 2.   | Летонија       | 3  | 2 | 1  | 272 | 257 | +15  | 5   |
| 3.   | Француска      | 3  | 1 | 2  | 236 | 262 | -26  | 4   |
| 4.   | Либан          | 3  | 0 | 3  | 222 | 322 | -100 | 3   |

| 25. август 2023. 11.15 | Извештај | Летонија                                                                 | 109 : 70 | Либан                             | Индонезија арена, Џакарта Гледаоци: 5.834 Судије: Хулио Анаја, Скот Бекер, Џена Рено |  |
| 25. август 2023. 11.15 | Извештај | Четвртине: 27 : 17, 28 : 13, 27 : 18, 27 : 22                            |          |                                   | Индонезија арена, Џакарта Гледаоци: 5.834 Судије: Хулио Анаја, Скот Бекер, Џена Рено |  |
| 25. август 2023. 11.15 | Извештај | Поени: Даи. Бертанс 20 Скокови: Гражулис, Шмитс 7 Асистенције: Жагарс 11 |          | Ел Дарвих 19 Ел Дарвих 5 Аракџи 8 | Индонезија арена, Џакарта Гледаоци: 5.834 Судије: Хулио Анаја, Скот Бекер, Џена Рено |  |

| 25. август 2023. 15.30 | Извештај | Канада                                                                                     | 95 : 65 | Француска                  | Индонезија арена, Џакарта Гледаоци: 12.091 Судије: Роберто Васкез, Џони Батиста, Гвидас Гедвилас |  |
| 25. август 2023. 15.30 | Извештај | Четвртине: 14 : 18, 29 : 22, 25 : 8, 27 : 17                                               |         |                            | Индонезија арена, Џакарта Гледаоци: 12.091 Судије: Роберто Васкез, Џони Батиста, Гвидас Гедвилас |  |
| 25. август 2023. 15.30 | Извештај | Поени: Гилџес-Александер 27 Скокови: Гилџес-Александер 13 Асистенције: Гилџес-Александер 6 |         | Фурније 21 Гобер 9 Окобо 4 | Индонезија арена, Џакарта Гледаоци: 12.091 Судије: Роберто Васкез, Џони Батиста, Гвидас Гедвилас |  |

| 27. август 2023. 11.45 | Извештај | Либан                                                                | 73 : 128 | Канада                        | Индонезија арена, Џакарта Гледаоци: 10.180 Судије: Роберто Васкез, Џена Рено, Даиго Урушима |  |
| 27. август 2023. 11.45 | Извештај | Четвртине: 13 : 29, 17 : 37, 18 : 34, 25 : 28                        |          |                               | Индонезија арена, Џакарта Гледаоци: 10.180 Судије: Роберто Васкез, Џена Рено, Даиго Урушима |  |
| 27. август 2023. 11.45 | Извештај | Поени: Спелман 16 Скокови: тројица играча по 3 Асистенције: Аракџи 5 |          | Барет 17 Олиник 8 Бел-Хејнс 8 | Индонезија арена, Џакарта Гледаоци: 10.180 Судије: Роберто Васкез, Џена Рено, Даиго Урушима |  |

| 27. август 2023. 15.30 | Извештај | Француска                                                 | 86 : 88 | Летонија                       | Индонезија арена, Џакарта Гледаоци: 9.628 Судије: Хулио Анаја, Хуан Фернандез, Андрес Бартел |  |
| 27. август 2023. 15.30 | Извештај | Четвртине: 33 : 26, 20 : 23, 21 : 13, 12 : 26             |         |                                | Индонезија арена, Џакарта Гледаоци: 9.628 Судије: Хулио Анаја, Хуан Фернандез, Андрес Бартел |  |
| 27. август 2023. 15.30 | Извештај | Поени: Фурније 27 Скокови: Гобер 7 Асистенције: Де Коло 8 |         | Жагарс 22 Р. Куруцс 5 Жагарс 5 | Индонезија арена, Џакарта Гледаоци: 9.628 Судије: Хулио Анаја, Хуан Фернандез, Андрес Бартел |  |

| 29. август 2023. 11.45 | Извештај | Либан                                                                        | 79 : 85 | Француска                      | Индонезија арена, Џакарта Гледаоци: 6.549 Судије: Александар Глишић, Јевгениј Михејев, Даиго Урушима |  |
| 29. август 2023. 11.45 | Извештај | Четвртине: 20 : 19, 17 : 19, 22 : 20, 20 : 27                                |         |                                | Индонезија арена, Џакарта Гледаоци: 6.549 Судије: Александар Глишић, Јевгениј Михејев, Даиго Урушима |  |
| 29. август 2023. 11.45 | Извештај | Поени: Аракџи 29 Скокови: Хајдар, Зејноун 6 Асистенције: Аракџи, Ел Дарвих 4 |         | Фурније 17 Кординије 5 Окобо 5 | Индонезија арена, Џакарта Гледаоци: 6.549 Судије: Александар Глишић, Јевгениј Михејев, Даиго Урушима |  |

| 29. август 2023. 15.30 | Извештај | Канада                                                                       | 101 : 75 | Летонија                      | Индонезија арена, Џакарта Гледаоци: 11.186 Судије: Хуан Фернандез, Џена Рено, Џони Батиста |  |
| 29. август 2023. 15.30 | Извештај | Четвртине: 13 : 23, 30 : 19, 24 : 15, 34 : 18                                |          |                               | Индонезија арена, Џакарта Гледаоци: 11.186 Судије: Хуан Фернандез, Џена Рено, Џони Батиста |  |
| 29. август 2023. 15.30 | Извештај | Поени: Гилџес-Александер 27 Скокови: Еџим 7 Асистенције: Гилџес-Александер 6 |          | Гражулис 16 Куруцс 10 Шкеле 6 | Индонезија арена, Џакарта Гледаоци: 11.186 Судије: Хуан Фернандез, Џена Рено, Џони Батиста |  |

## Други круг
- Сатница је по средњоевропском времену (UTC+1).

### Група И
| Поз. | Табела групе И         | ОУ | П | ПО | КД  | КП  | КР   | Бод |
| ---- | ---------------------- | -- | - | -- | --- | --- | ---- | --- |
| 1.   | Италија                | 5  | 4 | 1  | 404 | 370 | +34  | 9   |
| 2.   | Србија                 | 5  | 4 | 1  | 502 | 380 | +122 | 9   |
| 3.   | Порторико              | 5  | 3 | 2  | 444 | 449 | -5   | 8   |
| 4.   | Доминиканска Република | 5  | 3 | 2  | 425 | 444 | -19  | 8   |

| 1. септембар 2023. 10.00 | Извештај | Србија                                                               | 76 : 78 | Италија                         | Аранета Колисеум, Кезон Сити Гледаоци: 3.117 Судије: Антонио Конде, Луис Кастиљо, Мартин Вулић |  |
| 1. септембар 2023. 10.00 | Извештај | Четвртине: 19 : 23, 23 : 17, 20 : 19, 14 : 19                        |         |                                 | Аранета Колисеум, Кезон Сити Гледаоци: 3.117 Судије: Антонио Конде, Луис Кастиљо, Мартин Вулић |  |
| 1. септембар 2023. 10.00 | Извештај | Поени: Богдановић 18 Скокови: Милутинов 12 Асистенције: Богдановић 4 |         | Фонтекио 30 Фонтекио 7 Пајола 6 | Аранета Колисеум, Кезон Сити Гледаоци: 3.117 Судије: Антонио Конде, Луис Кастиљо, Мартин Вулић |  |

| 1. септембар 2023. 14.00 | Извештај | Доминиканска Република                                 | 97 : 102 | Порторико                               | Аранета Колисеум, Кезон Сити Гледаоци: 3.465 Судије: Гиљерм Локатели, Рабах Ноуџајим, Карлос Пералта |  |
| 1. септембар 2023. 14.00 | Извештај | Четвртине: 12 : 17, 33 : 28, 29 : 24, 23 : 33          |          |                                         | Аранета Колисеум, Кезон Сити Гледаоци: 3.465 Судије: Гиљерм Локатели, Рабах Ноуџајим, Карлос Пералта |  |
| 1. септембар 2023. 14.00 | Извештај | Поени: Таунс 39 Скокови: Таунс 10 Асистенције: Фелиз 8 |          | Вотерс 37 тројица играча по 7 Вотерс 11 | Аранета Колисеум, Кезон Сити Гледаоци: 3.465 Судије: Гиљерм Локатели, Рабах Ноуџајим, Карлос Пералта |  |

| 3. септембар 2023. 10.00 | Извештај | Италија                                                                | 73 : 57 | Порторико                    | Аранета Колисеум, Кезон Сити Гледаоци: 4.357 Судије: Гиљерм Локатели, Мартинш Козловскис, Мартин Вулић |  |
| 3. септембар 2023. 10.00 | Извештај | Четвртине: 25 : 15, 14 : 21, 12 : 11, 22 : 10                          |         |                              | Аранета Колисеум, Кезон Сити Гледаоци: 4.357 Судије: Гиљерм Локатели, Мартинш Козловскис, Мартин Вулић |  |
| 3. септембар 2023. 10.00 | Извештај | Поени: Ричи, Тонут 15 Скокови: Фонтекио, Мели 12 Асистенције: Пајола 9 |         | Вотерс 13 Пинеиро 7 Вотерс 9 | Аранета Колисеум, Кезон Сити Гледаоци: 4.357 Судије: Гиљерм Локатели, Мартинш Козловскис, Мартин Вулић |  |

| 3. септембар 2023. 14.00 | Извештај | Доминиканска Република                                  | 79 : 112 | Србија                              | Аранета Колисеум, Кезон Сити Гледаоци: 6.616 Судије: Јоан Росо, Луис Кастиљо, Гатис Салинш |  |
| 3. септембар 2023. 14.00 | Извештај | Четвртине: 15 : 29, 20 : 27, 18 : 31, 26 : 25           |          |                                     | Аранета Колисеум, Кезон Сити Гледаоци: 6.616 Судије: Јоан Росо, Луис Кастиљо, Гатис Салинш |  |
| 3. септембар 2023. 14.00 | Извештај | Поени: Таунс 25 Скокови: Таунс 7 Асистенције: Монтеро 4 |          | Богдановић 20 С. Јовић 6 С. Јовић 7 | Аранета Колисеум, Кезон Сити Гледаоци: 6.616 Судије: Јоан Росо, Луис Кастиљо, Гатис Салинш |  |

### Група Ј
| Поз. | Табела групе Ј   | ОУ | П | ПО | КД  | КП  | КР   | Бод |
| ---- | ---------------- | -- | - | -- | --- | --- | ---- | --- |
| 1.   | Литванија        | 5  | 5 | 0  | 482 | 375 | +107 | 10  |
| 2.   | Сједињене Државе | 5  | 4 | 1  | 507 | 398 | +109 | 9   |
| 3.   | Црна Гора        | 5  | 3 | 2  | 397 | 390 | +7   | 8   |
| 4.   | Грчка            | 5  | 2 | 3  | 392 | 419 | -27  | 7   |

| 1. септембар 2023. 10.40 | Извештај | Сједињене Државе                                              | 85 : 73 | Црна Гора                    | Арена Азија, Пасај Гледаоци: 7.699 Судије: Јоан Росо, Борис Крејич, Гатис Салинш |  |
| 1. септембар 2023. 10.40 | Извештај | Четвртине: 19 : 18, 18 : 20, 24 : 17, 24 : 18                 |         |                              | Арена Азија, Пасај Гледаоци: 7.699 Судије: Јоан Росо, Борис Крејич, Гатис Салинш |  |
| 1. септембар 2023. 10.40 | Извештај | Поени: Едвардс 17 Скокови: Инграм 5 Асистенције: Халибертон 6 |         | Вучевић 18 Вучевић 16 Пери 6 | Арена Азија, Пасај Гледаоци: 7.699 Судије: Јоан Росо, Борис Крејич, Гатис Салинш |  |

| 1. септембар 2023. 14.40 | Извештај | Литванија                                                              | 92 : 67 | Грчка                       | Арена Азија, Пасај Гледаоци: 5.986 Судије: Мануел Мацони, Мартинш Козловскис, Керем Баки |  |
| 1. септембар 2023. 14.40 | Извештај | Четвртине: 20 : 20, 19 : 23, 25 : 15, 28 : 9                           |         |                             | Арена Азија, Пасај Гледаоци: 5.986 Судије: Мануел Мацони, Мартинш Козловскис, Керем Баки |  |
| 1. септембар 2023. 14.40 | Извештај | Поени: Јокубаитис 19 Скокови: Валанчијунас 9 Асистенције: Јокубаитис 6 |         | Волкап 21 Волкап 8 Волкап 7 | Арена Азија, Пасај Гледаоци: 5.986 Судије: Мануел Мацони, Мартинш Козловскис, Керем Баки |  |

| 3. септембар 2023. 10.40 | Извештај | Грчка                                                          | 69 : 73 | Црна Гора                        | Арена Азија, Пасај Гледаоци: 6.193 Судије: Данијел Гарсија, Кристијам Паез, Петер Пракшч |  |
| 3. септембар 2023. 10.40 | Извештај | Четвртине: 14 : 19, 16 : 17, 12 : 14, 27 : 23                  |         |                                  | Арена Азија, Пасај Гледаоци: 6.193 Судије: Данијел Гарсија, Кристијам Паез, Петер Пракшч |  |
| 3. септембар 2023. 10.40 | Извештај | Поени: Папапетру 16 Скокови: Бохоридис 6 Асистенције: Волкап 6 |         | Вучевић 19 Дубљевић 9 Дубљевић 9 | Арена Азија, Пасај Гледаоци: 6.193 Судије: Данијел Гарсија, Кристијам Паез, Петер Пракшч |  |

| 3. септембар 2023. 14.40 | Извештај | Сједињене Државе                                                             | 104 : 110 | Литванија                                    | Арена Азија, Пасај Гледаоци: 11.349 Судије: Антонио Конде, Такаки Като, Борис Крејич |  |
| 3. септембар 2023. 14.40 | Извештај | Четвртине: 12 : 31, 25 : 23, 28 : 17, 39 : 39                                |           |                                              | Арена Азија, Пасај Гледаоци: 11.349 Судије: Антонио Конде, Такаки Като, Борис Крејич |  |
| 3. септембар 2023. 14.40 | Извештај | Поени: Едвардс 35 Скокови: Портис Млађи 5 Асистенције: Брансон, Халибертон 7 |           | Каринијаускас 15 Седекерскис 11 Јокубаитис 6 | Арена Азија, Пасај Гледаоци: 11.349 Судије: Антонио Конде, Такаки Като, Борис Крејич |  |

### Група К
| Поз. | Табела групе K | ОУ | П | ПО | КД  | КП  | КР   | Бод |
| ---- | -------------- | -- | - | -- | --- | --- | ---- | --- |
| 1.   | Немачка        | 5  | 5 | 0  | 467 | 364 | +103 | 10  |
| 2.   | Словенија      | 5  | 4 | 1  | 442 | 409 | +34  | 9   |
| 3.   | Аустралија     | 5  | 3 | 2  | 469 | 421 | +48  | 8   |
| 4.   | Грузија        | 5  | 2 | 3  | 379 | 407 | -28  | 7   |

| 1. септембар 2023. 10.30 | Извештај | Немачка                                                 | 100 : 73 | Грузија                               | Окинава арена, Окинава Гледаоци: 5.852 Судије: Адемир Зураповић, Омар Бермудез, Мартин Хорозов |  |
| 1. септембар 2023. 10.30 | Извештај | Четвртине: 22 : 16, 21 : 25, 27 : 16, 30 : 16           |          |                                       | Окинава арена, Окинава Гледаоци: 5.852 Судије: Адемир Зураповић, Омар Бермудез, Мартин Хорозов |  |
| 1. септембар 2023. 10.30 | Извештај | Поени: Ло 18 Скокови: М. Вагнер 6 Асистенције: Шредер 7 |          | Мамукелашвили 19 Битадзе 6 Макфаден 7 | Окинава арена, Окинава Гледаоци: 5.852 Судије: Адемир Зураповић, Омар Бермудез, Мартин Хорозов |  |

| 1. септембар 2023. 14.10 | Извештај | Словенија                                               | 91 : 80 | Аустралија                  | Окинава арена, Окинава Гледаоци: 6.307 Судије: Метју Калио, Хорхе Васкез, Бланка Бернс |  |
| 1. септембар 2023. 14.10 | Извештај | Четвртине: 28 : 18, 21 : 22, 17 : 22, 25 : 18           |         |                             | Окинава арена, Окинава Гледаоци: 6.307 Судије: Метју Калио, Хорхе Васкез, Бланка Бернс |  |
| 1. септембар 2023. 14.10 | Извештај | Поени: Дончић 20 Скокови: Тоби 12 Асистенције: Дончић 6 |         | Гиди 25 Гиди, Милс 8 Гиди 4 | Окинава арена, Окинава Гледаоци: 6.307 Судије: Метју Калио, Хорхе Васкез, Бланка Бернс |  |

| 3. септембар 2023. 9.30 | Извештај | Аустралија                                         | 100 : 84 | Грузија                               | Окинава арена, Окинава Гледаоци: 6.126 Судије: Метју Калио, Бланка Бернс, Војћех Лишка |  |
| 3. септембар 2023. 9.30 | Извештај | Четвртине: 23 : 17, 31 : 20, 25 : 30, 21 : 17      |          |                                       | Окинава арена, Окинава Гледаоци: 6.126 Судије: Метју Калио, Бланка Бернс, Војћех Лишка |  |
| 3. септембар 2023. 9.30 | Извештај | Поени: Милс 19 Скокови: Кеј 9 Асистенције: Инглс 6 |          | Битадзе 20 Мамукелашвили 9 Макфаден 9 | Окинава арена, Окинава Гледаоци: 6.126 Судије: Метју Калио, Бланка Бернс, Војћех Лишка |  |

| 3. септембар 2023. 13.10 | Извештај | Немачка                                                      | 100 : 71 | Словенија                   | Окинава арена, Окинава Гледаоци: 6.634 Судије: Адемир Зураповић, Хорхе Васкез, Омар Бермудез |  |
| 3. септембар 2023. 13.10 | Извештај | Четвртине: 11 : 25, 27 : 9, 30 : 18, 32 : 19                 |          |                             | Окинава арена, Окинава Гледаоци: 6.634 Судије: Адемир Зураповић, Хорхе Васкез, Омар Бермудез |  |
| 3. септембар 2023. 13.10 | Извештај | Поени: Шредер 24 Скокови: М. Вагнер 8 Асистенције: Шредер 10 |          | Дончић 23 Дончић 6 Дончић 6 | Окинава арена, Окинава Гледаоци: 6.634 Судије: Адемир Зураповић, Хорхе Васкез, Омар Бермудез |  |

### Група Л
| Поз. | Табела групе Л | ОУ | П | ПО | КД  | КП  | КР   | Бод |
| ---- | -------------- | -- | - | -- | --- | --- | ---- | --- |
| 1.   | Канада         | 5  | 4 | 1  | 477 | 367 | +110 | 9   |
| 2.   | Летонија       | 5  | 4 | 1  | 450 | 410 | +40  | 9   |
| 3.   | Шпанија        | 5  | 3 | 2  | 429 | 369 | +60  | 8   |
| 4.   | Бразил         | 5  | 3 | 2  | 420 | 401 | +19  | 8   |

| 1. септембар 2023. 11.45 | Извештај | Шпанија                                                                     | 69 : 74 | Летонија                             | Индонезија арена, Џакарта Гледаоци: 7.117 Судије: Роберто Васкез, Александар Глишић, Хуан Фернандез |  |
| 1. септембар 2023. 11.45 | Извештај | Четвртине: 16 : 17, 16 : 12, 26 : 18, 11 : 27                               |         |                                      | Индонезија арена, Џакарта Гледаоци: 7.117 Судије: Роберто Васкез, Александар Глишић, Хуан Фернандез |  |
| 1. септембар 2023. 11.45 | Извештај | Поени: В. Ернангомез 14 Скокови: Клавер, Х. Ернангомез 5 Асистенције: Љуљ 7 |         | Дав. Бертанс 16 Р. Куруцс 8 Жагарс 5 | Индонезија арена, Џакарта Гледаоци: 7.117 Судије: Роберто Васкез, Александар Глишић, Хуан Фернандез |  |

| 1. септембар 2023. 15.30 | Извештај | Канада                                                                        | 65 : 69 | Бразил                              | Индонезија арена, Џакарта Гледаоци: 8.934 Судије: Хулио Анаја, Џена Рено, Џони Батиста |  |
| 1. септембар 2023. 15.30 | Извештај | Четвртине: 13 : 16, 24 : 11, 15 : 18, 13 : 24                                 |         |                                     | Индонезија арена, Џакарта Гледаоци: 8.934 Судије: Хулио Анаја, Џена Рено, Џони Батиста |  |
| 1. септембар 2023. 15.30 | Извештај | Поени: Гилџес-Александер 23 Скокови: Олиник 7 Асистенције: Александер-Вокер 3 |         | Кабокло 19 Кабокло 13 Дос Сантос 10 | Индонезија арена, Џакарта Гледаоци: 8.934 Судије: Хулио Анаја, Џена Рено, Џони Батиста |  |

| 3. септембар 2023. 11.45 | Извештај | Бразил                                                             | 84 : 104 | Летонија                         | Индонезија арена, Џакарта Гледаоци: 10.412 Судије: Роберто Васкез, Александар Глишић, Џони Батиста |  |
| 3. септембар 2023. 11.45 | Извештај | Четвртине: 20 : 22, 22 : 23, 21 : 36, 21 : 23                      |          |                                  | Индонезија арена, Џакарта Гледаоци: 10.412 Судије: Роберто Васкез, Александар Глишић, Џони Батиста |  |
| 3. септембар 2023. 11.45 | Извештај | Поени: Кабокло 20 Скокови: Кабокло, Дијас 7 Асистенције: Хуертас 9 |          | Гражулис 24 Р. Куруцс 5 Зорикс 6 | Индонезија арена, Џакарта Гледаоци: 10.412 Судије: Роберто Васкез, Александар Глишић, Џони Батиста |  |

| 3. септембар 2023. 15.30 | Извештај | Шпанија                                                                          | 85 : 88 | Канада                                                       | Индонезија арена, Џакарта Гледаоци: 12.493 Судије: Хулио Анаја, Хуан Фернандез, Андрес Бартел |  |
| 3. септембар 2023. 15.30 | Извештај | Четвртине: 21 : 21, 27 : 17, 25 : 23, 12 : 27                                    |         |                                                              | Индонезија арена, Џакарта Гледаоци: 12.493 Судије: Хулио Анаја, Хуан Фернандез, Андрес Бартел |  |
| 3. септембар 2023. 15.30 | Извештај | Поени: В. Ернангомез 25 Скокови: В. Ернангомез 6 Асистенције: Фернандез, Нуњез 7 |         | Гилџес-Александер 30 тројица играча по 5 Гилџес-Александер 7 | Индонезија арена, Џакарта Гледаоци: 12.493 Судије: Хулио Анаја, Хуан Фернандез, Андрес Бартел |  |

## Разигравање од 17. до 32. места
- Сатница је по средњоевропском времену (UTC+1).

### Група М
| Поз. | Табела групе М | ОУ | П | ПО | КД  | КП  | КР  | Бод |
| ---- | -------------- | -- | - | -- | --- | --- | --- | --- |
| 1.   | Јужни Судан    | 5  | 3 | 2  | 456 | 431 | +25 | 8   |
| 2.   | Филипини       | 5  | 1 | 4  | 398 | 419 | -21 | 6   |
| 3.   | Ангола         | 5  | 1 | 4  | 368 | 410 | -42 | 6   |
| 4.   | Кина           | 5  | 1 | 4  | 379 | 473 | -94 | 6   |

| 31. август 2023. 10.00 | Извештај | Ангола                                                     | 76 : 83 | Кина                | Аранета Колисеум, Кезон Сити Гледаоци: 3.179 Судије: Јоан Росо, Мартинш Козловскис, Мартин Вулић |  |
| 31. август 2023. 10.00 | Извештај | Четвртине: 27 : 24, 18 : 21, 14 : 24, 17 : 14              |         |                     | Аранета Колисеум, Кезон Сити Гледаоци: 3.179 Судије: Јоан Росо, Мартинш Козловскис, Мартин Вулић |  |
| 31. август 2023. 10.00 | Извештај | Поени: Дундао 17 Скокови: Де Соуза 9 Асистенције: Дундао 8 |         | Ху 20 Ли 7 Џао Р. 6 | Аранета Колисеум, Кезон Сити Гледаоци: 3.179 Судије: Јоан Росо, Мартинш Козловскис, Мартин Вулић |  |

| 31. август 2023. 14.00 | Извештај | Јужни Судан                                                | 87 : 68 | Филипини                    | Аранета Колисеум, Кезон Сити Гледаоци: 9.250 Судије: Гиљерм Локатели, Гатис Салинш, Јоргос Пурсанидис |  |
| 31. август 2023. 14.00 | Извештај | Четвртине: 34 : 17, 17 : 16, 9 : 17, 27 : 18               |         |                             | Аранета Колисеум, Кезон Сити Гледаоци: 9.250 Судије: Гиљерм Локатели, Гатис Салинш, Јоргос Пурсанидис |  |
| 31. август 2023. 14.00 | Извештај | Поени: Џоунс 17 Скокови: Габријел 11 Асистенције: Џоунс 14 |         | Кларксон 24 Еду 14 Равена 5 | Аранета Колисеум, Кезон Сити Гледаоци: 9.250 Судије: Гиљерм Локатели, Гатис Салинш, Јоргос Пурсанидис |  |

| 2. септембар 2023. 10.00 | Извештај | Ангола                                                     | 78 : 101 | Јужни Судан                   | Аранета Колисеум, Кезон Сити Гледаоци: 4.136 Судије: Луис Кастиљо, Гатис Салинш, Карлос Пералта |  |
| 2. септембар 2023. 10.00 | Извештај | Четвртине: 16 : 30, 23 : 23, 18 : 20, 21 : 28              |          |                               | Аранета Колисеум, Кезон Сити Гледаоци: 4.136 Судије: Луис Кастиљо, Гатис Салинш, Карлос Пералта |  |
| 2. септембар 2023. 10.00 | Извештај | Поени: Дундао 21 Скокови: Банго 13 Асистенције: Домингос 8 |          | Џоунс 26 Габријел 10 Џоунс 15 | Аранета Колисеум, Кезон Сити Гледаоци: 4.136 Судије: Луис Кастиљо, Гатис Салинш, Карлос Пералта |  |

| 2. септембар 2023. 14.00 | Извештај | Филипини                                                         | 96 : 75 | Кина            | Аранета Колисеум, Кезон Сити Гледаоци: 11.080 Судије: Мартинш Козловскис, Керем Баки, Мартин Вулић |  |
| 2. септембар 2023. 14.00 | Извештај | Четвртине: 16 : 16, 23 : 24, 34 : 11, 23 : 24                    |         |                 | Аранета Колисеум, Кезон Сити Гледаоци: 11.080 Судије: Мартинш Козловскис, Керем Баки, Мартин Вулић |  |
| 2. септембар 2023. 14.00 | Извештај | Поени: Кларксон 34 Скокови: Еду 10 Асистенције: Рамос, Томпсон 4 |         | Ли 17 Ли 9 Ли 5 | Аранета Колисеум, Кезон Сити Гледаоци: 11.080 Судије: Мартинш Козловскис, Керем Баки, Мартин Вулић |  |

### Група Н
| Поз. | Табела групе Н | ОУ | П | ПО | КД  | КП  | КР   | Бод |
| ---- | -------------- | -- | - | -- | --- | --- | ---- | --- |
| 1.   | Египат         | 5  | 2 | 3  | 412 | 411 | +1   | 7   |
| 2.   | Нови Зеланд    | 5  | 2 | 3  | 429 | 463 | -34  | 7   |
| 3.   | Мексико        | 5  | 2 | 3  | 410 | 467 | -57  | 7   |
| 4.   | Јордан         | 5  | 0 | 5  | 369 | 475 | -106 | 5   |

| 31. август 2023. 10.45 | Извештај | Нови Зеланд                                              | 100 : 108 | Мексико                  | Арена Азија, Пасај Гледаоци: 2.919 Судије: Такаки Като, Данијел Гарсија, Петер Пракшч |  |
| 31. август 2023. 10.45 | Извештај | Четвртине: 22 : 31, 19 : 26, 27 : 21, 32 : 30            |           |                          | Арена Азија, Пасај Гледаоци: 2.919 Судије: Такаки Като, Данијел Гарсија, Петер Пракшч |  |
| 31. август 2023. 10.45 | Извештај | Поени: Те Ранги 32 Скокови: Харис 8 Асистенције: Ајли 10 |           | Круз 27 Хаимес 11 Стол 9 | Арена Азија, Пасај Гледаоци: 2.919 Судије: Такаки Като, Данијел Гарсија, Петер Пракшч |  |

| 31. август 2023. 14.30 | Извештај | Египат                                                       | 85 : 69 | Јордан                         | Арена Азија, Пасај Гледаоци: 3.532 Судије: Антонио Конде, Борис Крејич, Мануел Атард |  |
| 31. август 2023. 14.30 | Извештај | Четвртине: 22 : 14, 18 : 22, 19 : 20, 26 : 13                |         |                                | Арена Азија, Пасај Гледаоци: 3.532 Судије: Антонио Конде, Борис Крејич, Мануел Атард |  |
| 31. август 2023. 14.30 | Извештај | Поени: Амин, Мареи 20 Скокови: Мареи 14 Асистенције: Генди 5 |         | Бзаи 18 Ел Дваири 11 Ибрахим 5 | Арена Азија, Пасај Гледаоци: 3.532 Судије: Антонио Конде, Борис Крејич, Мануел Атард |  |

| 2. септембар 2023. 10.45 | Извештај | Нови Зеланд                                                    | 88 : 86 | Египат                         | Арена Азија, Пасај Гледаоци: 3.738 Судије: Данијел Гарсија, Петер Пракшч, Парк Кјунг-Јин |  |
| 2. септембар 2023. 10.45 | Извештај | Четвртине: 22 : 25, 25 : 10, 21 : 26, 20 : 25                  |         |                                | Арена Азија, Пасај Гледаоци: 3.738 Судије: Данијел Гарсија, Петер Пракшч, Парк Кјунг-Јин |  |
| 2. септембар 2023. 10.45 | Извештај | Поени: Делејни, Лејафа 27 Скокови: Вецел 7 Асистенције: Ајли 5 |         | Амин, Генди 19 Махмуд 9 Амин 9 | Арена Азија, Пасај Гледаоци: 3.738 Судије: Данијел Гарсија, Петер Пракшч, Парк Кјунг-Јин |  |

| 2. септембар 2023. 14.30 | Извештај | Јордан                                                                       | 80 : 93 | Мексико                     | Арена Азија, Пасај Гледаоци: 4.956 Судије: Борис Крејич, Кристијан Паез, Карлос Велез |  |
| 2. септембар 2023. 14.30 | Извештај | Четвртине: 24 : 24, 19 : 19, 22 : 25, 15 : 25                                |         |                             | Арена Азија, Пасај Гледаоци: 4.956 Судије: Борис Крејич, Кристијан Паез, Карлос Велез |  |
| 2. септембар 2023. 14.30 | Извештај | Поени: Холис-Џеферсон 26 Скокови: Ел Дваири 9 Асистенције: Холис-Џеферсон 10 |         | Хирон 21 Хаимес 11 Хаимес 6 | Арена Азија, Пасај Гледаоци: 4.956 Судије: Борис Крејич, Кристијан Паез, Карлос Велез |  |

### Група О
| Поз. | Табела групе О     | ОУ | П | ПО | КД  | КП  | КР  | Бод |
| ---- | ------------------ | -- | - | -- | --- | --- | --- | --- |
| 1.   | Јапан              | 5  | 3 | 2  | 416 | 426 | -10 | 8   |
| 2.   | Финска             | 5  | 2 | 3  | 425 | 449 | -24 | 7   |
| 3.   | Зеленортска Острва | 5  | 1 | 4  | 366 | 432 | -66 | 6   |
| 4.   | Венецуела          | 5  | 0 | 5  | 371 | 427 | -56 | 5   |

| 31. август 2023. 9.30 | Извештај | Зеленортска Острва                                                | 77 : 100 | Финска                                   | Окинава арена, Окинава Гледаоци: 5.960 Судије: Хорхе Васкез, Војћех Лишка, Ахмед ел Шуваили |  |
| 31. август 2023. 9.30 | Извештај | Четвртине: 16 : 28, 23 : 26, 17 : 23, 21 : 23                     |          |                                          | Окинава арена, Окинава Гледаоци: 5.960 Судије: Хорхе Васкез, Војћех Лишка, Ахмед ел Шуваили |  |
| 31. август 2023. 9.30 | Извештај | Поени: И. Алмеида 17 Скокови: Е. Таварес 12 Асистенције: Мендес 5 |          | Марканен 34 Марканен 9 Јантунен, Салин 6 | Окинава арена, Окинава Гледаоци: 5.960 Судије: Хорхе Васкез, Војћех Лишка, Ахмед ел Шуваили |  |

| 31. август 2023. 13.10 | Извештај | Јапан                                                            | 86 : 77 | Венецуела               | Окинава арена, Окинава Гледаоци: 7.374 Судије: Адемир Зураповић, Бланка Бернс, Ваел Мостафа |  |
| 31. август 2023. 13.10 | Извештај | Четвртине: 15 : 19, 21 : 22, 17 : 21, 33 : 15                    |         |                         | Окинава арена, Окинава Гледаоци: 7.374 Судије: Адемир Зураповић, Бланка Бернс, Ваел Мостафа |  |
| 31. август 2023. 13.10 | Извештај | Поени: Хијеџима 23 Скокови: Хокинсон 11 Асистенције: Кавамура 11 |         | Сохо 20 Руиз 9 Гиљон 10 | Окинава арена, Окинава Гледаоци: 7.374 Судије: Адемир Зураповић, Бланка Бернс, Ваел Мостафа |  |

| 2. септембар 2023. 9.30 | Извештај | Финска                                                      | 90 : 75 | Венецуела                    | Окинава арена, Окинава Гледаоци: 6.216 Судије: Мартин Хорозов, Војћех Лишка, Ахмед Ал-Шуваили |  |
| 2. септембар 2023. 9.30 | Извештај | Четвртине: 13 : 17, 35 : 18, 19 : 27, 23 : 13               |         |                              | Окинава арена, Окинава Гледаоци: 6.216 Судије: Мартин Хорозов, Војћех Лишка, Ахмед Ал-Шуваили |  |
| 2. септембар 2023. 9.30 | Извештај | Поени: Марканен 32 Скокови: Марканен 9 Асистенције: Литле 9 |         | Чоурио 17 Гратерол 6 Гиљон 7 | Окинава арена, Окинава Гледаоци: 6.216 Судије: Мартин Хорозов, Војћех Лишка, Ахмед Ал-Шуваили |  |

| 2. септембар 2023. 13.10 | Извештај | Јапан                                                           | 80 : 71 | Зеленортска Острва                       | Окинава арена, Окинава Гледаоци: 7.374 Судије: Омар Бермудез, Ејми Бонер, Васим Хусејни |  |
| 2. септембар 2023. 13.10 | Извештај | Четвртине: 17 : 19, 33 : 18, 23 : 18, 7 : 16                    |         |                                          | Окинава арена, Окинава Гледаоци: 7.374 Судије: Омар Бермудез, Ејми Бонер, Васим Хусејни |  |
| 2. септембар 2023. 13.10 | Извештај | Поени: Хокинсон 29 Скокови: Ватанабе 10 Асистенције: Кавамура 8 |         | Да Роса, Таварес 11 Таварес 14 Алмеида 6 | Окинава арена, Окинава Гледаоци: 7.374 Судије: Омар Бермудез, Ејми Бонер, Васим Хусејни |  |

### Група П
| Поз. | Табела групе П  | ОУ | П | ПО | КД  | КП  | КР  | Бод |
| ---- | --------------- | -- | - | -- | --- | --- | --- | --- |
| 1.   | Француска       | 5  | 3 | 2  | 405 | 394 | +11 | 8   |
| 2.   | Либан           | 5  | 2 | 3  | 397 | 479 | -82 | 7   |
| 3.   | Обала Слоноваче | 5  | 1 | 4  | 373 | 436 | -63 | 6   |
| 4.   | Иран            | 5  | 0 | 5  | 321 | 419 | -98 | 5   |

| 31. август 2023. 11.45 | Извештај | Обала Слоноваче                                        | 86 : 96 | Либан                    | Индонезија арена, Џакарта Гледаоци: 5.033 Судије: Хуан Фернандез, Џена Рено, Гвидас Гедвилас |  |
| 31. август 2023. 11.45 | Извештај | Четвртине: 20 : 32, 21 : 23, 25 : 18, 18 : 21          |         |                          | Индонезија арена, Џакарта Гледаоци: 5.033 Судије: Хуан Фернандез, Џена Рено, Гвидас Гедвилас |  |
| 31. август 2023. 11.45 | Извештај | Поени: Дали 21 Скокови: Тапе 6 Асистенције: Дијабате 9 |         | Сауд 29 Спелман 6 Сауд 8 | Индонезија арена, Џакарта Гледаоци: 5.033 Судије: Хуан Фернандез, Џена Рено, Гвидас Гедвилас |  |

| 31. август 2023. 15.30 | Извештај | Француска                                               | 82 : 55 | Иран                                            | Индонезија арена, Џакарта Гледаоци: 4.494 Судије: Александар Глишић, Андрес Бартел, Јевгениј Микејев |  |
| 31. август 2023. 15.30 | Извештај | Четвртине: 9 : 12, 26 : 15, 19 : 9, 28 : 19             |         |                                                 | Индонезија арена, Џакарта Гледаоци: 4.494 Судије: Александар Глишић, Андрес Бартел, Јевгениј Микејев |  |
| 31. август 2023. 15.30 | Извештај | Поени: Окобо 13 Скокови: Гобер 9 Асистенције: Де Коло 7 |         | Мирзаеи, Јахали 11 тројица играча по 6 Јахали 4 | Индонезија арена, Џакарта Гледаоци: 4.494 Судије: Александар Глишић, Андрес Бартел, Јевгениј Микејев |  |

| 2. септембар 2023. 11.45 | Извештај | Обала Слоноваче                                               | 77 : 87 | Француска                        | Индонезија арена, Џакарта Гледаоци: 9.404 Судије: Андрес Бартел, Скот Бекер, Даиго Урушима |  |
| 2. септембар 2023. 11.45 | Извештај | Четвртине: 21 : 25, 20 : 15, 20 : 22, 16 : 25                 |         |                                  | Индонезија арена, Џакарта Гледаоци: 9.404 Судије: Андрес Бартел, Скот Бекер, Даиго Урушима |  |
| 2. септембар 2023. 11.45 | Извештај | Поени: Зузуа 18 Скокови: В. Фофана 7 Асистенције: Дијабате 11 |         | Кординије 19 Гобер 8 Франсиско 7 | Индонезија арена, Џакарта Гледаоци: 9.404 Судије: Андрес Бартел, Скот Бекер, Даиго Урушима |  |

| 2. септембар 2023. 15.30 | Извештај | Иран                                                                | 73 : 81 | Либан                         | Индонезија арена, Џакарта Гледаоци: 5.869 Судије: Роберто Васкез, Џони Батиста, Јевгениј Михејев |  |
| 2. септембар 2023. 15.30 | Извештај | Четвртине: 13 : 20, 23 : 28, 13 : 14, 24 : 19                       |         |                               | Индонезија арена, Џакарта Гледаоци: 5.869 Судије: Роберто Васкез, Џони Батиста, Јевгениј Михејев |  |
| 2. септембар 2023. 15.30 | Извештај | Поени: Амини 22 Скокови: Каземи 11 Асистенције: тројица играча по 4 |         | Аракџи 21 Спелман 11 Аракџи 7 | Индонезија арена, Џакарта Гледаоци: 5.869 Судије: Роберто Васкез, Џони Батиста, Јевгениј Михејев |  |

## Елиминациона фаза
- Сатница је по средњоевропском времену (UTC+1).

|  | Четвртфинале         | Четвртфинале         |                       |     | Полуфинале  | Полуфинале  |  |  | Финале | Финале |
|  |                      |                      |                       |     |             |             |  |  |        |        |
|  | 5. септембар — Пасај |                      |                       |     |             |             |  |  |        |        |
|  |                      |                      |                       |     |             |             |  |  |        |        |
|  | Италија              | 63                   |                       |     |             |             |  |  |        |        |
|  | Италија              | 63                   | 8. септембар — Пасај  |     |             |             |  |  |        |        |
|  | Сједињене Државе     | 100                  |                       |     |             |             |  |  |        |        |
|  | Сједињене Државе     | 100                  | Сједињене Државе      | 111 |             |             |  |  |        |        |
|  | 6. септембар — Пасај |                      | Сједињене Државе      | 111 |             |             |  |  |        |        |
|  |                      | Немачка              | 113                   |     |             |             |  |  |        |        |
|  | Немачка              | Немачка              | 113                   | 81  |             |             |  |  |        |        |
|  | Немачка              |                      | 10. септембар — Пасај | 81  |             |             |  |  |        |        |
|  | Летонија             | 79                   |                       |     |             |             |  |  |        |        |
|  | Летонија             | 79                   | Немачка               | 83  |             |             |  |  |        |        |
|  | 5. септембар — Пасај |                      | Немачка               | 83  |             |             |  |  |        |        |
|  |                      | Србија               | 77                    |     |             |             |  |  |        |        |
|  | Литванија            | Србија               | 77                    | 68  |             |             |  |  |        |        |
|  | Литванија            | 8. септембар — Пасај |                       | 68  |             |             |  |  |        |        |
|  | Србија               | 87                   |                       |     |             |             |  |  |        |        |
|  | Србија               | 87                   | Србија                | 95  |             |             |  |  |        |        |
|  | 6. септембар — Пасај |                      | Србија                | 95  |             |             |  |  |        |        |
|  |                      | Канада               | 86                    |     | Треће место | Треће место |  |  |        |        |
|  | Канада               | Канада               | 86                    | 100 | Треће место | Треће место |  |  |        |        |
|  | Канада               |                      | 10. септембар — Пасај | 100 |             |             |  |  |        |        |
|  | Словенија            | 89                   |                       |     |             |             |  |  |        |        |
|  | Словенија            | 89                   | Сједињене Државе      | 118 |             |             |  |  |        |        |
|  |                      |                      |                       |     |             |             |  |  |        |        |
|  | Канада               | 127                  |                       |     |             |             |  |  |        |        |
|  | Канада               | 127                  |                       |     |             |             |  |  |        |        |

|  | 5—8. место           | 5—8. место |                      |     | 5. место | 5. место |
|  |                      |            |                      |     |          |          |
|  | 7. септембар — Пасај |            |                      |     |          |          |
|  |                      |            |                      |     |          |          |
|  | Италија              | 82         |                      |     |          |          |
|  | Италија              | 82         | 9. септембар — Пасај |     |          |          |
|  | Летонија             | 87         |                      |     |          |          |
|  | Летонија             | 87         | Летонија             | 98  |          |          |
|  | 7. септембар — Пасај |            | Летонија             | 98  |          |          |
|  |                      | Литванија  | 63                   |     |          |          |
|  | Литванија            | Литванија  | 63                   | 100 |          |          |
|  | Литванија            |            |                      | 100 |          |          |
|  | Словенија            | 84         |                      |     |          |          |
|  | Словенија            | 84         | 7. место             |     |          |          |
|  |                      |            |                      |     |          |          |
|  | 9. септембар — Пасај |            |                      |     |          |          |
|  |                      |            |                      |     |          |          |
|  | Италија              | 85         |                      |     |          |          |
|  | Италија              | 85         |                      |     |          |          |
|  | Словенија            | 89         |                      |     |          |          |

### Четвртфинале
| 5. септембар 2023. 10.45 | Извештај | Литванија                                                              | 68 : 87 | Србија                             | Арена Азија, Пасај Гледаоци: 6.223 Судије: Омар Бермудез, Мартинш Козловскис, Џони Батиста |  |
| 5. септембар 2023. 10.45 | Извештај | Четвртине: 25 : 24, 13 : 25, 17 : 24, 13 : 14                          |         |                                    | Арена Азија, Пасај Гледаоци: 6.223 Судије: Омар Бермудез, Мартинш Козловскис, Џони Батиста |  |
| 5. септембар 2023. 10.45 | Извештај | Поени: Седекерскис 16 Скокови: Седекерскис 9 Асистенције: Јокубаитис 9 |         | Богдановић 21 Петрушев 6 Гудурић 6 | Арена Азија, Пасај Гледаоци: 6.223 Судије: Омар Бермудез, Мартинш Козловскис, Џони Батиста |  |

| 5. септембар 2023. 14.40 | Извештај | Италија                                                 | 63 : 100 | Сједињене Државе                              | Арена Азија, Пасај Гледаоци: 9.764 Судије: Хулио Анаја, Адемир Зураповић, Хуан Фернандез |  |
| 5. септембар 2023. 14.40 | Извештај | Четвртине: 14 : 24, 10 : 22, 20 : 37, 19 : 17           |          |                                               | Арена Азија, Пасај Гледаоци: 9.764 Судије: Хулио Анаја, Адемир Зураповић, Хуан Фернандез |  |
| 5. септембар 2023. 14.40 | Извештај | Поени: Фонтекио 18 Скокови: Мели 9 Асистенције: Тонут 5 |          | Бриџис 24 Бриџис, Портис Млађи 7 Халибертон 5 | Арена Азија, Пасај Гледаоци: 9.764 Судије: Хулио Анаја, Адемир Зураповић, Хуан Фернандез |  |

| 6. септембар 2023. 10.45 | Извештај | Немачка                                                              | 81 : 79 | Летонија                        | Арена Азија, Пасај Гледаоци: 7.584 Судије: Антонио Конде, Јоан Росо, Мартин Вулић |  |
| 6. септембар 2023. 10.45 | Извештај | Четвртине: 13 : 16, 23 : 18, 26 : 25, 19 : 20                        |         |                                 | Арена Азија, Пасај Гледаоци: 7.584 Судије: Антонио Конде, Јоан Росо, Мартин Вулић |  |
| 6. септембар 2023. 10.45 | Извештај | Поени: Ф. Вагнер 16 Скокови: Тајс, Ф. Вагнер 8 Асистенције: Шредер 4 |         | Жагарс 24 Р. Куруцс 10 Жагарс 8 | Арена Азија, Пасај Гледаоци: 7.584 Судије: Антонио Конде, Јоан Росо, Мартин Вулић |  |

| 6. септембар 2023. 14.30 | Извештај | Канада                                                                                             | 100 : 89 | Словенија                 | Арена Азија, Пасај Гледаоци: 11.710 Судије: Роберто Васкез, Мануел Мацони, Гатис Салинш |  |
| 6. септембар 2023. 14.30 | Извештај | Четвртине: 26 : 24, 24 : 26, 30 : 21, 20 : 18                                                      |          |                           | Арена Азија, Пасај Гледаоци: 11.710 Судије: Роберто Васкез, Мануел Мацони, Гатис Салинш |  |
| 6. септембар 2023. 14.30 | Извештај | Поени: Гилџес-Александер 31 Скокови: Гилџес-Александер 10 Асистенције: Гилџес-Александер, Олиник 4 |          | Дончић 26 Тоби 6 Дончић 5 | Арена Азија, Пасај Гледаоци: 11.710 Судије: Роберто Васкез, Мануел Мацони, Гатис Салинш |  |

### Полуфинале од 5. до 8. места
| 7. септембар 2023. 10.45 | Извештај | Италија                                               | 82 : 87 | Летонија                       | Арена Азија, Пасај Гледаоци: 4.579 Судије: Адемир Зураповић, Такаки Като, Бланка Бернс |  |
| 7. септембар 2023. 10.45 | Извештај | Четвртине: 26 : 18, 16 : 28, 18 : 21, 22 : 20         |         |                                | Арена Азија, Пасај Гледаоци: 4.579 Судије: Адемир Зураповић, Такаки Като, Бланка Бернс |  |
| 7. септембар 2023. 10.45 | Извештај | Поени: Датоме 20 Скокови: Мели 9 Асистенције: Спису 7 |         | Гражулис 28 Гражулис 6 Шкеле 9 | Арена Азија, Пасај Гледаоци: 4.579 Судије: Адемир Зураповић, Такаки Като, Бланка Бернс |  |

| 7. септембар 2023. 14.30 | Извештај | Литванија                                                                     | 100 : 84 | Словенија                 | Арена Азија, Пасај Гледаоци: 11.003 Судије: Метју Калио, Омар Бермудез, Џони Батиста |  |
| 7. септембар 2023. 14.30 | Извештај | Четвртине: 33 : 21, 20 : 22, 22 : 20, 25 : 21                                 |          |                           | Арена Азија, Пасај Гледаоци: 11.003 Судије: Метју Калио, Омар Бермудез, Џони Батиста |  |
| 7. септембар 2023. 14.30 | Извештај | Поени: Валанчијунас 24 Скокови: Валанчијунас 12 Асистенције: Каринијаускас 10 |          | Дончић 29 Тоби 9 Драгић 3 | Арена Азија, Пасај Гледаоци: 11.003 Судије: Метју Калио, Омар Бермудез, Џони Батиста |  |

### Полуфинале
| 8. септембар 2023. 10.45 | Извештај | Србија                                                             | 95 : 86 | Канада                                            | Арена Азија, Пасај Гледаоци: 8.630 Судије: Јоан Росо, Хулио Анаја, Мануел Мацони |  |
| 8. септембар 2023. 10.45 | Извештај | Четвртине: 23 : 15, 29 : 24, 23 : 24, 20 : 23                      |         |                                                   | Арена Азија, Пасај Гледаоци: 8.630 Судије: Јоан Росо, Хулио Анаја, Мануел Мацони |  |
| 8. септембар 2023. 10.45 | Извештај | Поени: Богдановић 23 Скокови: Милутинов 10 Асистенције: С. Јовић 5 |         | Барет 23 петорица играча по 3 Гилџес-Александер 9 | Арена Азија, Пасај Гледаоци: 8.630 Судије: Јоан Росо, Хулио Анаја, Мануел Мацони |  |

| 8. септембар 2023. 14.30 | Извештај | Сједињене Државе                                               | 111 : 113 | Немачка                           | Арена Азија, Пасај Гледаоци: 11.011 Судије: Антонио Конде, Борис Крејич, Гатис Салинш |  |
| 8. септембар 2023. 14.30 | Извештај | Четвртине: 31 : 33, 29 : 26, 24 : 35, 27 : 19                  |           |                                   | Арена Азија, Пасај Гледаоци: 11.011 Судије: Антонио Конде, Борис Крејич, Гатис Салинш |  |
| 8. септембар 2023. 14.30 | Извештај | Поени: Едвардс 23 Скокови: Едвардс 8 Асистенције: Хелибертон 8 |           | Обст 24 Тајс, Фојгтман 7 Шредер 9 | Арена Азија, Пасај Гледаоци: 11.011 Судије: Антонио Конде, Борис Крејич, Гатис Салинш |  |

### Утакмица за 7. место
| 9. септембар 2023. 10.45 | Извештај | Италија                                                 | 85 : 89 | Словенија                    | Арена Азија, Пасај Гледаоци: 10.775 Судије: Адемир Зураповић, Мартинш Козловскис, Мартин Вулић |  |
| 9. септембар 2023. 10.45 | Извештај | Четвртине: 18 : 15, 23 : 27, 19 : 28, 25 : 19           |         |                              | Арена Азија, Пасај Гледаоци: 10.775 Судије: Адемир Зураповић, Мартинш Козловскис, Мартин Вулић |  |
| 9. септембар 2023. 10.45 | Извештај | Поени: Спису 22 Скокови: Полонара 7 Асистенције: Мели 5 |         | Дончић 29 Дончић 10 Дончић 8 | Арена Азија, Пасај Гледаоци: 10.775 Судије: Адемир Зураповић, Мартинш Козловскис, Мартин Вулић |  |

### Утакмица за 5. место
| 9. септембар 2023. 14.30 | Извештај | Летонија                                                                  | 98 : 63 | Литванија                                 | Арена Азија, Пасај Гледаоци: 9.440 Судије: Мануел Мацони, Бланка Бернс, Џони Батиста |  |
| 9. септембар 2023. 14.30 | Извештај | Четвртине: 28 : 20, 21 : 18, 28 : 9, 21 : 16                              |         |                                           | Арена Азија, Пасај Гледаоци: 9.440 Судије: Мануел Мацони, Бланка Бернс, Џони Батиста |  |
| 9. септембар 2023. 14.30 | Извештај | Поени: А. Куруцс 20 Скокови: четворица играча по 6 Асистенције: Жагарс 17 |         | Јокубаитис 16 Седекерскис 10 Браздеикис 3 | Арена Азија, Пасај Гледаоци: 9.440 Судије: Мануел Мацони, Бланка Бернс, Џони Батиста |  |

### Утакмица за 3. место
| 10. септембар 2023. 10.30 | Извештај | Сједињене Државе                                              | 118 : 127 | Канада                                       | Арена Азија, Пасај Гледаоци: 10.666 Судије: Јоан Росо, Хулио Анаја, Такаки Като |  |
| 10. септембар 2023. 10.30 | Извештај | Четвртине: 25 : 34, 31 : 24, 26 : 33, 29 : 20, 7 : 16         |           |                                              | Арена Азија, Пасај Гледаоци: 10.666 Судије: Јоан Росо, Хулио Анаја, Такаки Като |  |
| 10. септембар 2023. 10.30 | Извештај | Поени: Едвардс 24 Скокови: Бриџиз 9 Асистенције: Халибертон 7 |           | Брукс 39 Барет, Пауел 7 Гилџес-Александер 12 | Арена Азија, Пасај Гледаоци: 10.666 Судије: Јоан Росо, Хулио Анаја, Такаки Като |  |

### Финале
| 10. септембар 2023. 14.40 | Извештај | Немачка                                                      | 83 : 77 | Србија                               | Арена Азија, Пасај Гледаоци: 12.022 Судије: Роберто Васкез, Омар Бермудез, Гатис Салинш |  |
| 10. септембар 2023. 14.40 | Извештај | Четвртине: 23 : 26, 24 : 21, 22 : 10, 14 : 20                |         |                                      | Арена Азија, Пасај Гледаоци: 12.022 Судије: Роберто Васкез, Омар Бермудез, Гатис Салинш |  |
| 10. септембар 2023. 14.40 | Извештај | Поени: Шредер 28 Скокови: Фојгтман 8 Асистенције: Фојгтман 3 |         | Аврамовић 21 Н. Јовић 8 Богдановић 5 | Арена Азија, Пасај Гледаоци: 12.022 Судије: Роберто Васкез, Омар Бермудез, Гатис Салинш |  |

## Награде
| 2. место Србија | Победник Светског првенства у кошарци 2023. Немачка 1. титула | 3. место Канада |

### Идеални тим првенства
Идеална петорка првенства (ол-стар тим), најкориснији играч првенства (МВП) и остала признања додељена су 10. септембра 2023.
| Идеални тим првенства (ол-стар)                                                 | Идеални тим првенства (ол-стар) | Идеални тим првенства (ол-стар) | Идеални тим првенства (ол-стар) | Идеални тим првенства (ол-стар) |
| ------------------------------------------------------------------------------- | ------------------------------- | ------------------------------- | ------------------------------- | ------------------------------- |
| Денис Шредер Шеј Гилџес-Александер Ентони Едвардс Богдан Богдановић Лука Дончић |                                 |                                 |                                 |                                 |
| Други тим првенства                                                             |                                 |                                 |                                 |                                 |
| Артурс Жагарс Симоне Фонтекио Јонас Валанчијунас Никола Милутинов Франц Вагнер  |                                 |                                 |                                 |                                 |
| Најкориснији играч (МВП): Денис Шредер                                          |                                 |                                 |                                 |                                 |
| Најбољи млади играч: Џош Гиди                                                   |                                 |                                 |                                 |                                 |
| Најбољи одбрамбени играч: Дилон Брукс                                           |                                 |                                 |                                 |                                 |
| Најбољи тренер: / Лука Банки                                                    |                                 |                                 |                                 |                                 |

## Коначан пласман
| 1. место 2. место 3. место 4. место | Од 5. до 8. места Од 9. до 16. места Од 17. до 24. места |

|  | Обезбеђено учешће на Летњим олимпијским играма 2024.               |
|  | Обезбеђено учешће у квалификацијама за Летње олимпијске игре 2024. |
|  | Обезбеђено учешће домаћину на Летњим олимпијским играма 2024.      |

| Место                                                                                | Репрезентација         | ИГ  | Д  | И  | П+    | П-    | Разл. | Бод. | Квалификације       |
| ------------------------------------------------------------------------------------ | ---------------------- | --- | -- | -- | ----- | ----- | ----- | ---- | ------------------- |
|                                                                                      | Немачка                | 8   | 8  | 0  | 744   | 631   | +113  | 16   | Пласман на ОИ       |
|                                                                                      | Србија                 | 8   | 6  | 2  | 761   | 617   | +144  | 14   | Пласман на ОИ       |
|                                                                                      | Канада                 | 8   | 6  | 2  | 790   | 669   | +121  | 14   | Пласман на ОИ       |
| 4                                                                                    | Сједињене Државе       | 8   | 5  | 3  | 836   | 701   | +135  | 13   | Пласман на ОИ       |
| Разигравање од 5 до 8. места                                                         |                        |     |    |    |       |       |       |      |                     |
| 5                                                                                    | Летонија               | 8   | 6  | 2  | 714   | 636   | +78   | 14   | Квалификације за ОИ |
| 6                                                                                    | Литванија              | 8   | 6  | 2  | 713   | 644   | +69   | 14   | Квалификације за ОИ |
| 7                                                                                    | Словенија              | 8   | 5  | 3  | 704   | 694   | +10   | 13   | Квалификације за ОИ |
| 8                                                                                    | Италија                | 8   | 4  | 4  | 634   | 646   | -12   | 12   | Квалификације за ОИ |
| Тимови који су у другом кругу заузели 3. место на табели                             |                        |     |    |    |       |       |       |      |                     |
| 9                                                                                    | Шпанија                | 5   | 3  | 2  | 429   | 369   | +60   | 8    | Квалификације за ОИ |
| 10                                                                                   | Аустралија             | 5   | 3  | 2  | 469   | 421   | +48   | 8    | Пласман на ОИ       |
| 11                                                                                   | Црна Гора              | 5   | 3  | 2  | 397   | 390   | +7    | 8    | Квалификације за ОИ |
| 12                                                                                   | Порторико              | 5   | 3  | 2  | 444   | 449   | -5    | 8    | Квалификације за ОИ |
| Тимови који су у другом кругу заузели 4. место на табели                             |                        |     |    |    |       |       |       |      |                     |
| 13                                                                                   | Бразил                 | 5   | 3  | 2  | 420   | 401   | +19   | 8    | Квалификације за ОИ |
| 14                                                                                   | Доминиканска Република | 5   | 3  | 2  | 425   | 444   | -19   | 8    | Квалификације за ОИ |
| 15                                                                                   | Грчка                  | 5   | 2  | 3  | 392   | 419   | -27   | 7    | Квалификације за ОИ |
| 16                                                                                   | Грузија                | 5   | 2  | 3  | 379   | 407   | -28   | 7    | Квалификације за ОИ |
| Тимови који су заузели 1. место на табели у класификацији тимова од 17. до 32. места |                        |     |    |    |       |       |       |      |                     |
| 17                                                                                   | Јужни Судан            | 5   | 3  | 2  | 456   | 431   | +25   | 8    | Пласман на ОИ       |
| 18                                                                                   | Француска              | 5   | 3  | 2  | 405   | 394   | +11   | 8    | Земља домаћин       |
| 19                                                                                   | Јапан                  | 5   | 3  | 2  | 416   | 426   | -10   | 8    | Пласман на ОИ       |
| 20                                                                                   | Египат                 | 5   | 2  | 3  | 412   | 411   | +1    | 7    | Квалификације за ОИ |
| Тимови који су заузели 2. место на табели у класификацији тимова од 17. до 32. места |                        |     |    |    |       |       |       |      |                     |
| 21                                                                                   | Финска                 | 5   | 2  | 3  | 425   | 449   | -24   | 7    | Квалификације за ОИ |
| 22                                                                                   | Нови Зеланд            | 5   | 2  | 3  | 429   | 463   | -34   | 7    | Квалификације за ОИ |
| 23                                                                                   | Либан                  | 5   | 2  | 3  | 397   | 479   | -82   | 7    | Квалификације за ОИ |
| 24                                                                                   | Филипини               | 5   | 1  | 4  | 398   | 419   | -21   | 6    | Квалификације за ОИ |
| Тимови који су заузели 3. место на табели у класификацији тимова од 17. до 32. места |                        |     |    |    |       |       |       |      |                     |
| 25                                                                                   | Мексико                | 5   | 2  | 3  | 410   | 467   | -57   | 7    | Квалификације за ОИ |
| 26                                                                                   | Ангола                 | 5   | 1  | 4  | 368   | 410   | -42   | 6    | Квалификације за ОИ |
| 27                                                                                   | Обала Слоноваче        | 5   | 1  | 4  | 373   | 433   | -60   | 6    |                     |
| 28                                                                                   | Зеленортска Острва     | 5   | 1  | 4  | 366   | 432   | -66   | 6    |                     |
| Тимови који су заузели 4. место на табели у класификацији тимова од 17. до 32. места |                        |     |    |    |       |       |       |      |                     |
| 29                                                                                   | Кина                   | 5   | 1  | 4  | 379   | 473   | -94   | 6    |                     |
| 30                                                                                   | Венецуела              | 5   | 0  | 5  | 371   | 427   | -56   | 5    |                     |
| 31                                                                                   | Иран                   | 5   | 0  | 5  | 321   | 419   | -98   | 5    |                     |
| 32                                                                                   | Јордан                 | 5   | 0  | 5  | 369   | 475   | -106  | 5    |                     |
|                                                                                      | Укупно                 | 184 | 92 | 92 | 15546 | 15546 | 0     |      |                     |